# Formicidae
Formicidae Latreille, 1809 è una vasta famiglia di insetti imenotteri, comunemente conosciuti con il nome generico di formiche.
Le formiche mostrano la massima diversità nelle zone a clima tropicale, come l'America del Sud, l'Africa e l'Australia orientale ma hanno molte specie anche nelle regioni temperate del pianeta.
Le formiche, come molti altri imenotteri, sono insetti eusociali. Nelle loro società, che variano in dimensioni e in organizzazione a seconda delle specie, vi è una classe riproduttiva - costituita dalle regine (femmine fertili) e dai maschi - e una lavorativa, costituita da femmine attere e sterili (ma quando muore la regina possono far nascere i maschi come ultimo tentativo di salvare la colonia), dette operaie.

## Evoluzione
Si ipotizza che le formiche siano apparse sulla terra tra 140 e 168 milioni di anni fa, contemporaneamente alle angiosperme, evolvendosi dalle vespe solitarie.
Finora, il più antico fossile ritrovato testimonia l'esistenza, nel tardo Cretaceo, di una specie con molte caratteristiche fisiche vespoidali (occhi composti grandi, scapi ridotti e addome flessibile), che è stata battezzata Sphecomyrma freyi. Finora si conoscono circa 5 sottofamiglie estinte. Le specie più antiche esistenti ancora oggi appartengono ai generi Amblyopone e Proceratium, sebbene la specie più primitiva, che conserva una struttura sociale tipica delle prime specie comparse, sia Prionomyrmex macrops.

## Caratteristiche generali

### Morfologia
Come gli altri insetti, le formiche hanno il corpo diviso in capo, torace e addome. Hanno sei zampe, apparato boccale masticatore con robuste mandibole e antenne genicolate.
Tra il torace e l'addome le formiche hanno un restringimento derivato dalla modificazione strutturale dei primi due uriti del gastro, nodulare o squamiforme, che prendono il nome di peziolo e post-peziolo.

Il colore più tipico delle formiche è nero, ma ve ne sono molte che variano dal rosso all'arancione al giallo e al verde (Oecophylla smaragdina e Rhytidoponera metallica). Le antenne sono costituite da una parte basale, costituita dallo scapo e dal pedicello, e una flessibile, detta funicolo, costituita da una serie di segmenti il cui numero varia a seconda delle specie.

### Aspetto fisico
Le operaie delle formiche hanno dimensioni variabili da 1 a circa 30 mm di lunghezza (Dinomyrmex gigas); di norma le femmine feconde (le cosiddette regine) sono più grandi delle operaie sterili e in alcune specie possono raggiungere anche i 6 cm (Dorylus wilverthi).
Le operaie hanno un capo grosso e robusto, mandibole forti ma meno sviluppate di quelle dei soldati, occhi piccoli, antenne formate da undici o dodici segmenti o anche meno. Dopo i due segmenti del peduncolo addominale, l'addome si ingrossa e al suo apice porta l'aculeo a volte funzionante, mentre in altri casi è atrofizzato (Formicinae, Dolichoderinae). Le operaie e i soldati differiscono perché i secondi hanno un capo molto più grosso. La femmina feconda è più grossa, possiede gli ocelli e le ali che però cadono dopo l'accoppiamento. I maschi sono in genere piccoli, sempre provvisti di ali e hanno occhi e ocelli molto sviluppati; il loro torace è più grande, mentre le tre paia di zampe, comuni a tutti gli insetti, sono piccole. In quasi tutte le specie, le operaie sono prive di ocelli, anche se le regine e i maschi ne sono spesso muniti.
L'apparato digerente delle formiche comprende due espansioni a sacco, dette ingluvie e ventriglio. Nel primo sacco vengono accumulate le sostanze alimentari; di queste, solo una piccola parte passa nel ventriglio e viene digerita e assimilata dall'individuo.
Il resto del cibo contenuto nell'ingluvie viene rigurgitato e dato come cibo agli altri componenti della società. Fra gli organi di senso, il più sviluppato è l'olfatto che ha la sua sede nelle antenne e serve alle formiche per percepire le sensazioni più comuni e utili alla vita. Gli occhi non danno sensazioni molto precise. Alla base delle mandibole sboccano i condotti di particolari ghiandole poste nel capo e secernenti una sostanza che, mescolata a legno triturato, forma il cartone utilizzato da alcune specie per costruire il nido. Nell'ultima porzione dell'addome, sboccano le ghiandole del veleno contenente acido formico e altre sostanze tossiche o irritanti, oppure, in altre specie, speciali ghiandole anali secernenti una sostanza odorifera contenente acido butirrico, "iridomirmecina" e altre particolari sostanze odorose e ripugnanti che sono schizzate lontano per difesa o offesa.
In alcune specie sul peduncolo e all'inizio dell'addome, sono posti gli organi stridulanti che, per sfregamento, emettono deboli suoni.

## La riproduzione

### Volo nuziale (Sciamatura)
In una colonia consolidata da tempo la regina depone annualmente delle uova che genereranno delle formiche alate, sia maschi che femmine, che sciameranno e formeranno nuovi formicai, i maschi dopo l'accoppiamento moriranno, mentre le femmine perderanno le ali e deporranno le uova per la formazione della nuova colonia per tutta la vita.

### Determinazione del sesso
Presso le formiche, l'apparato riproduttore è sviluppato in tutti gli individui, anche se, nelle operaie, è atrofizzato e non consente la riproduzione sessuata. Le formiche, come gli altri imenotteri eusociali sono caratterizzate da un particolare meccanismo di determinazione del sesso, detto aplodiploidia. Le femmine si sviluppano a partire da uova fecondate, dette anfigoniche, mentre i maschi nascono da uova non fecondate, che prendono il nome di partenogeniche. Per regolare la fecondazione delle uova, la regina sfrutta una sacca particolare posta nella parte posteriore dell'addome, detta spermateca.
In breve: le femmine sono le operaie, la regina ha un grande gastro e ha nell'addome 2 cicatrici dovute alle ali, che si staccano alla fine della sciamatura per essere più veloci, i maschi sono sempre alati.

### Ciclo vitale
Le uova delle formiche sono prive di involucri protettivi. Le larve sono triangolari, spesso prive di arti e incapaci di compiere movimenti complessi, ma possono contrarsi se minacciate. Le operaie nutrono le larve rigurgitando nella loro bocca piccole gocce di cibo per mezzo della trofallassi, oppure offrendo loro uova trofiche. In alcune specie le larve, munite di mandibole, sono in grado di frantumare da sole la membrana delle uova, mentre in altre sono le stesse operaie che rompono le uova trofiche e le offrono direttamente alle larve. Dal corpo e, in certe specie, da speciali papille attorno alla bocca delle larve, trasudano liquidi particolari e sostanze grasse di cui le operaie vanno ghiotte e di cui si nutrono avidamente. La larva delle formiche secerne un po' di seta con la quale, quando è matura, si tesse un bozzolo in cui trascorre lo stadio di pupa. Questo bozzolo, per svilupparsi, deve essere generalmente sotterrato dalle operaie. Le uova, le larve e le ninfe sono assistite con gran cura dalle operaie, che le trasportano nelle parti più confortevoli del formicaio a seconda delle necessità del loro sviluppo. La cura della prole costituisce la maggior parte del lavoro che si svolge nel formicaio. Le regine non lavorano e vivono intorno ai 5 anni. Le operaie vivono da 1 a 3 anni; i maschi, invece, muoiono dopo essersi accoppiati. Le formiche vivono in società che possono essere formate da poche decine oppure molte centinaia di migliaia di unità, fino a qualche milione (supercolonie), ma solo in casi eccezionali, cioè in un territorio disabitato da animali di grandi dimensioni e con una folta vegetazione.

### La riproduzione delle operaie
Le operaie presentano organi riproduttori atrofizzati, ma hanno la possibilità di deporre uova partenogeniche, dette "trofiche". Le uova delle operaie vengono generalmente offerte alle larve come cibo. In alcune specie (Oecophylla longinoda) le operaie in casi estremi escono dal nido e formano nuove colonie deponendo le uova trofiche, che si sviluppano per partenogenesi telitoca in maschi. In molte specie di formiche ponerine, quali per esempio Harpegnathos venator, le operaie, che in questo caso prendono il nome di gamergati, possono riprodursi anche anfigonicamente.

### Diapausa
Le formiche hanno una pausa che può essere essenziale per la formica regina, durante l'ibernazione non mangeranno molto, perlopiù berrano liquidi immagazzinati in formiche specializza te nel trattenere liquidi.

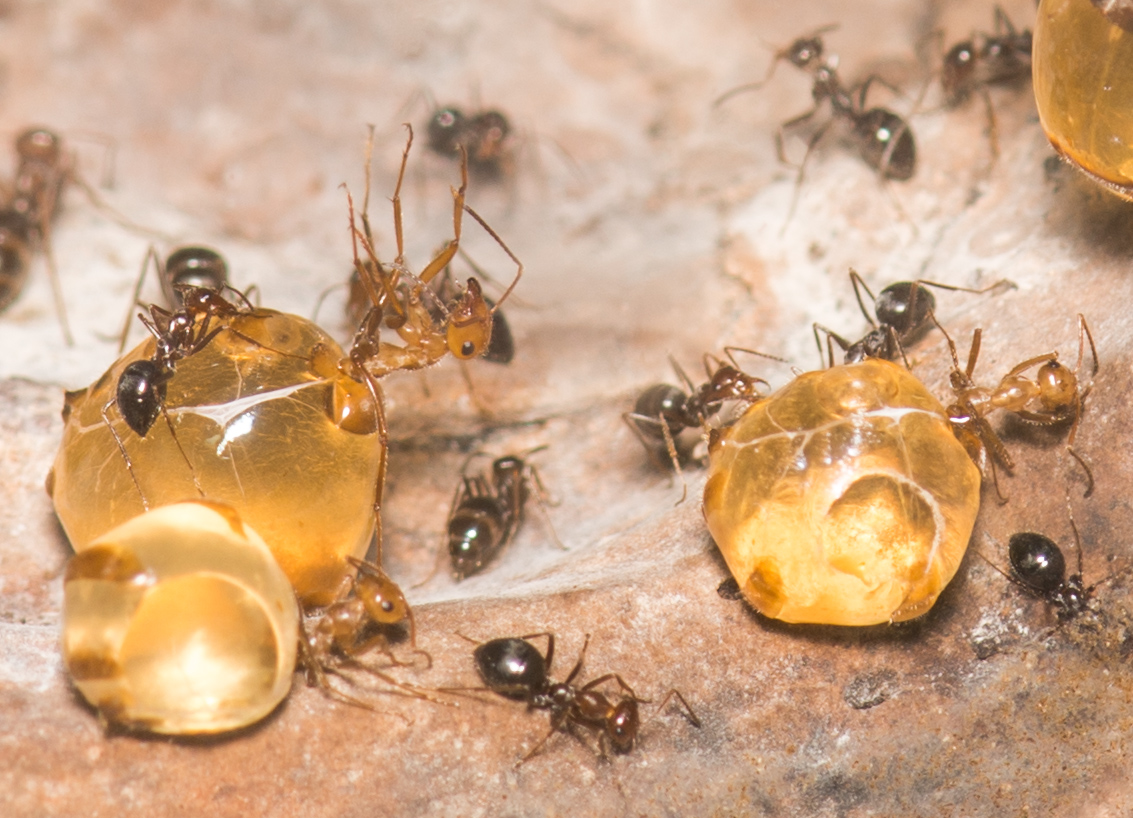
Queste sono alcune formiche del miele che sono addette a conservare il miele, sono un vero e proprio magazzino vivente

### Ibernazione
Inizia a fine autunno e finisce con l'arrivo della primavera.

## Organizzazione sociale e comportamento
Le formiche sono, insieme alle api, i più noti fra gli insetti sociali. La loro organizzazione è ben nota e molto efficiente. La struttura delle colonie e la loro organizzazione sociale può variare da specie a specie. Sebbene sia diffusa la credenza che le operaie siano grandi lavoratrici, da studi accurati una buona parte di loro sembra non faccia niente.

### Comunicazione

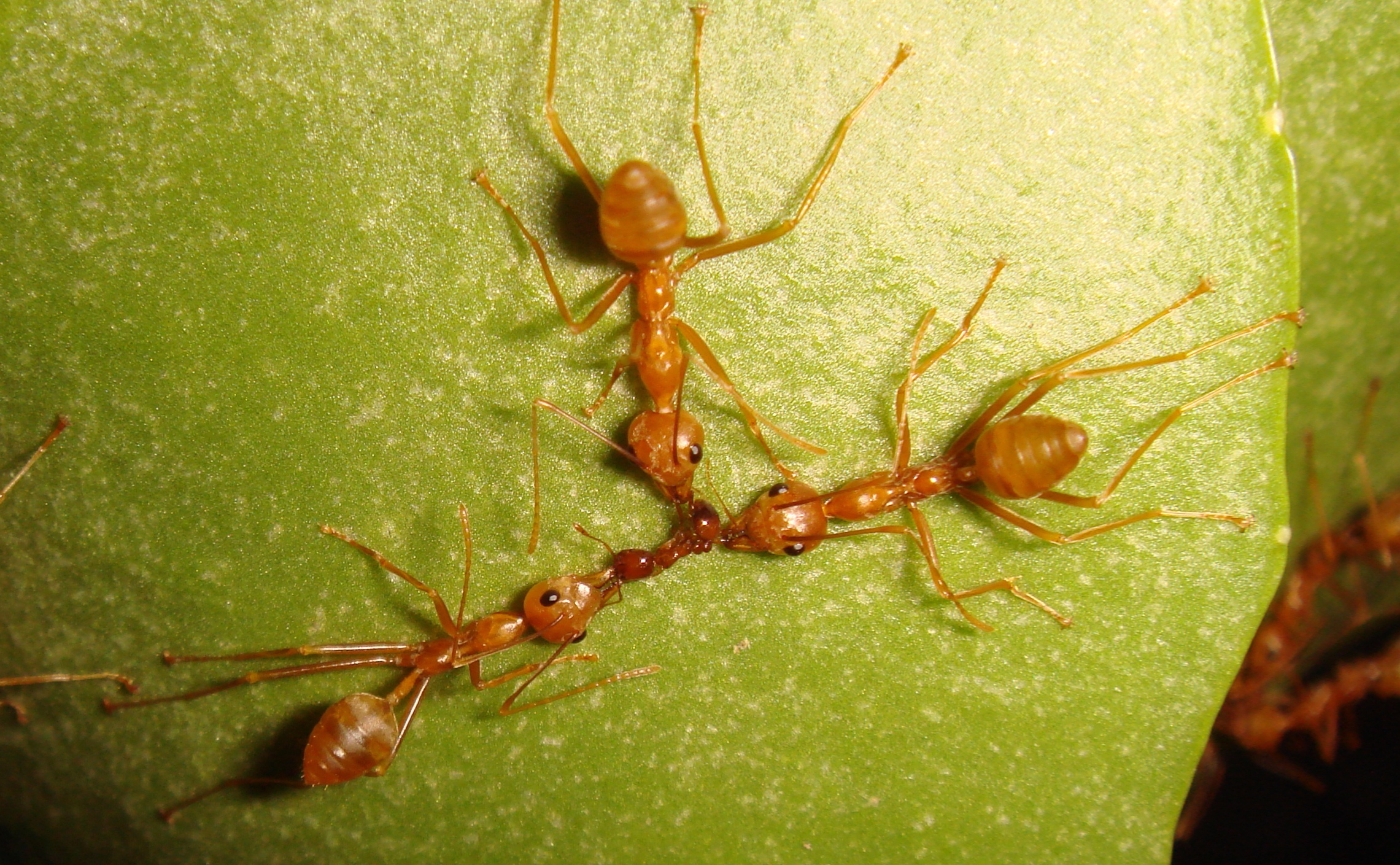
Formiche del genere Oecophylla mentre collaborano nello smembramento di una formica rossa (Solenopsis Invicta).

Le formiche comunicano tra loro usando i feromoni. Questi segnali chimici sono più sviluppati nelle formiche che in altri gruppi dell'ordine dei Hymenoptera. Come altri insetti, le formiche percepiscono gli odori con le antenne, sottili e mobili. Le antenne forniscono informazioni sulla direzione e sull'intensità dei profumi. Poiché vivono per lo più sulla superficie terrestre, usano la superficie del suolo per lasciare tracce di feromone che possono essere seguite da altre formiche. Nelle specie che vanno in cerca di cibo in gruppi, il membro che trova del cibo segna un percorso sulla via del ritorno alla colonia che viene seguito da altre formiche che, una volta raggiunto il cibo, fanno ritorno alla colonia in gruppo seguendo lo stesso percorso e contrassegnandolo con ulteriori segnali chimici. Quando la fonte di cibo si è esaurita, smettono di contrassegnare il percorso e l'odore si dissipa lentamente. Questo comportamento consente alle formiche di sopravvivere anche in presenza di notevoli cambiamenti nel loro ambiente o di ostacoli all'interno del percorso. Per esempio, quando un percorso stabilito per una fonte di cibo è bloccato da un ostacolo, una delle formiche lo abbandona per esplorare nuove rotte. Se una formica ha successo, lascia una traccia nuova che segna il percorso più breve anche per il ritorno. I migliori percorsi sono seguiti da più formiche; questo metodo in maniera graduale fa sì che i gruppi di formiche alla ricerca di cibo trovino sempre la strada migliore.
Le formiche utilizzano i feromoni anche in altre diverse situazioni. Una formica ferita può emettere un allarme tramite i feromoni alle formiche nelle vicinanze facendole allontanare dal luogo in cui è stata attaccata. Altre specie di formiche utilizzano una sorta di "feromoni di propaganda" per confondere le formiche nemiche e farle combattere tra di loro.
I feromoni sono prodotti da una vasta gamma di strutture anatomiche, comprese le ghiandole di Dufour, le ghiandole velenifere e le ghiandole poste nella parte posteriore, quelle del pigidio, del retto, dello sterno e delle tibie posteriori.
I feromoni sono anche mescolati al cibo e scambiati tra le formiche tramite il sistema della trofallassi, che implica un trasferimento di informazioni all'interno della colonia.
In questo modo le altre formiche possono rilevare a quale gruppo di lavoro (ad esempio, quello della ricerca di cibo o quello della manutenzione della colonia) appartengono gli altri membri. Nella specie di formiche che prevedono l'esistenza di una formica regina, le formiche operaie cominciano ad allevare nuove regine quando la regina dominante smette di produrre un feromone specifico.
Alcune formiche producono suoni tramite la stridulazione, utilizzando i segmenti dell'addome e le mandibole. I suoni possono essere utilizzati per comunicare con i membri della colonia o con membri di altre specie.

### Difesa

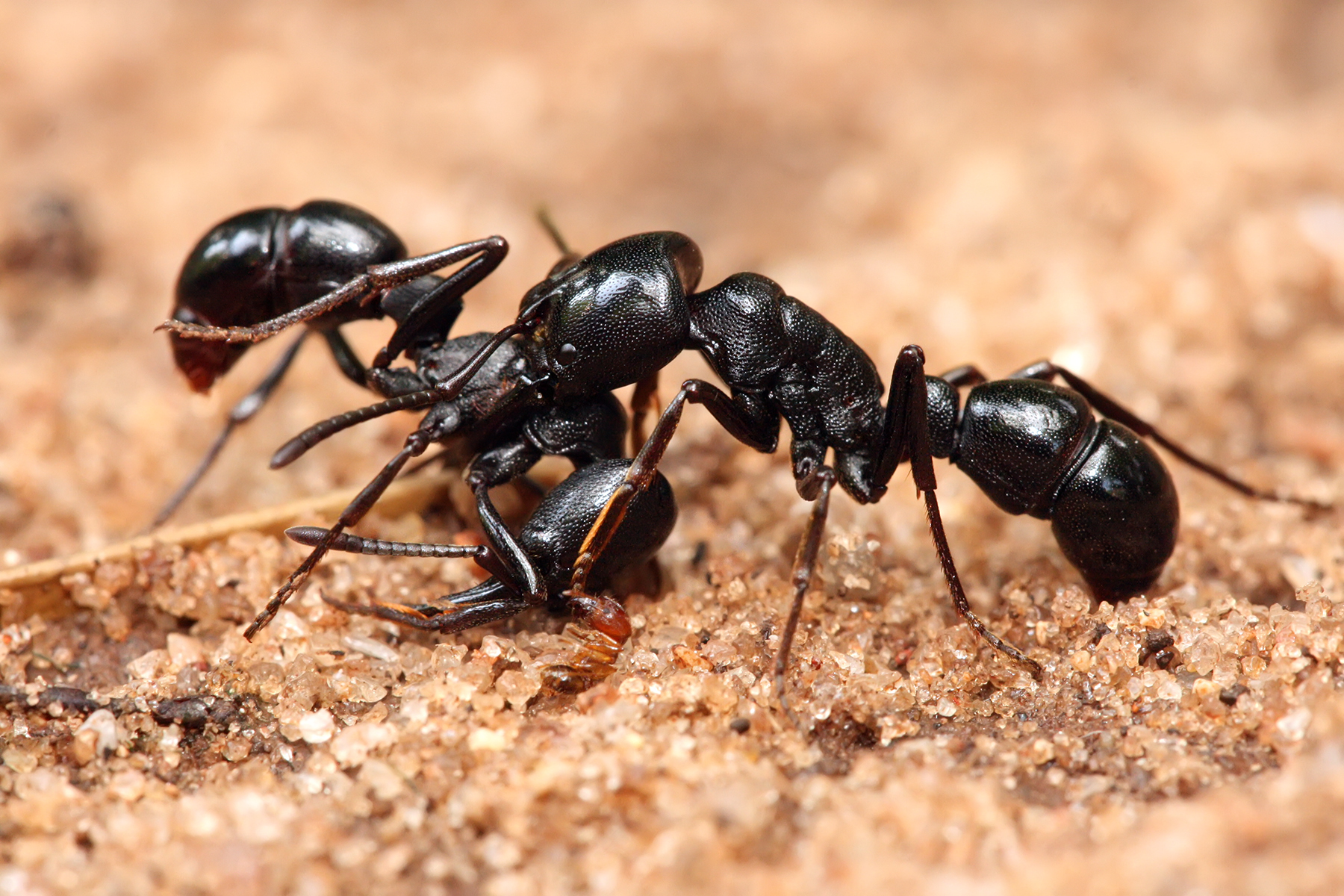
Una formica del genere Plectroctena ne attacca un'altra dello stesso genere per difendere il territorio.

Le formiche si difendono e attaccano tramite morsi e, in molte specie, tramite punture che possono iniettare o spruzzare sostanze chimiche come l'acido formico. Le formiche del genere Paraponera, localizzate nell'America Centrale e Meridionale, sono considerate tra le specie che dispongono dei pungiglioni più dolorosi anche se le loro punture non sono mortali per l'uomo. A questo pungiglione è stata data la valutazione più alta nell'indice di dolore Schmidt che rileva le varie intensità di dolore causato da punture di vari insetti dell'ordine Hymenoptera. Il pungiglione della specie Myrmecia pilosula può essere fatale per l'uomo ed è stato sviluppato un siero antiveleno. Le formiche del genere Solenopsis, invece, dispongono di una sacca contenente una pozione di alcaloidi di piperidina. Le loro punture sono dolorose e possono essere pericolose per le persone ipersensibili alla sostanza.

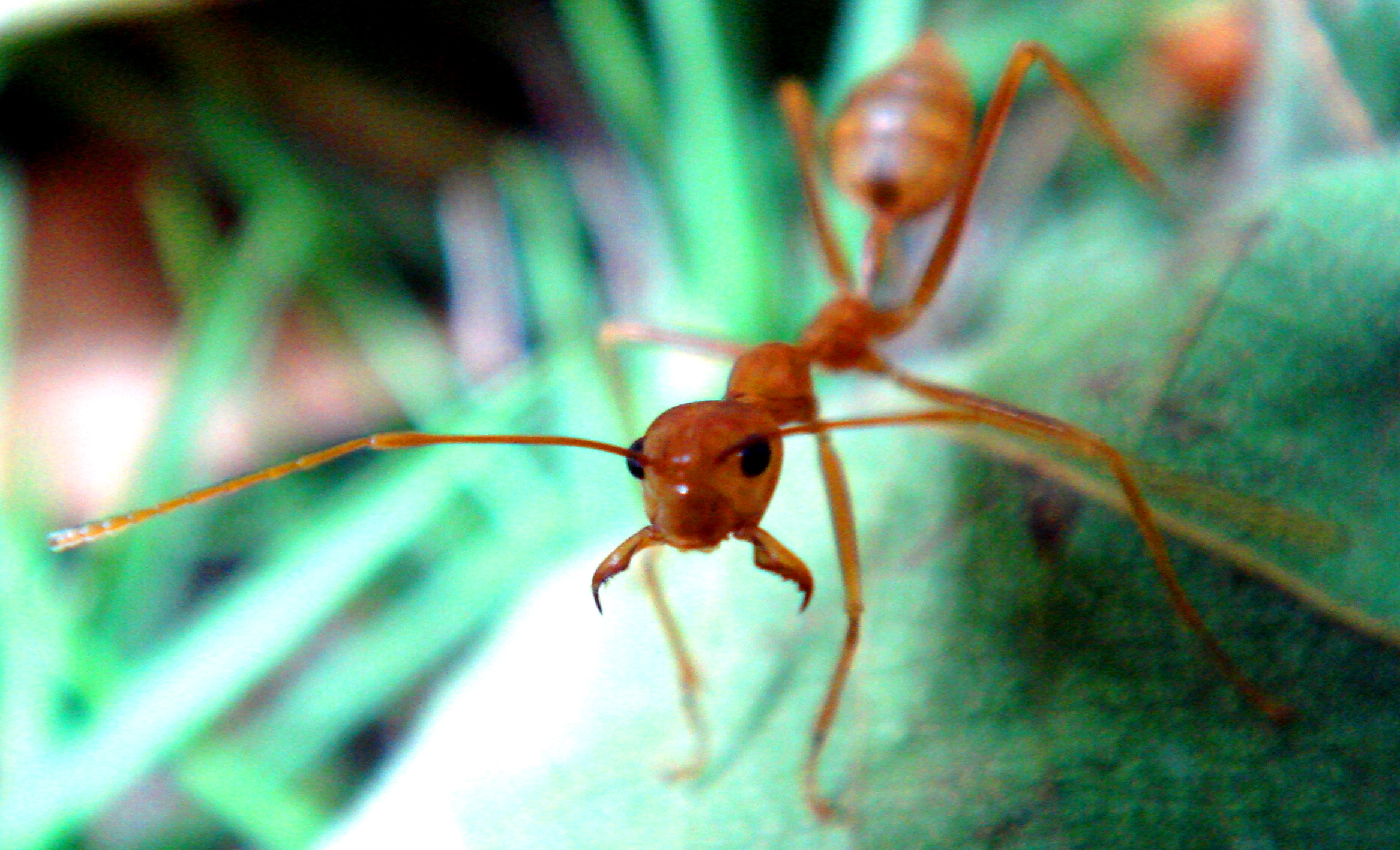
Una formica tessitrice (Oecophylla) nella posizione di combattimento con le mandibole spalancate.

Le formiche del genere Odontomachus sono dotate di mandibole dette "a tagliola" (in inglese, trap jaw) che attaccano più velocemente di qualsiasi altro arto o appendice del regno animale. Uno studio delle Odontomachus bauri ha rilevato velocità di picco tra i 126 e 230 chilometri all'ora, con lo scatto di chiusura delle mandibole che dura 130 microsecondi in media. Si è rilevato inoltre che usano le mascelle come una catapulta per espellere gli intrusi o lanciarsi all'indietro per sfuggire a una minaccia. Prima del colpo, la formica apre le sue mandibole al massimo della larghezza e si blocca in questa posizione grazie ad un meccanismo interno. L'energia è immagazzinata in una spessa fascia muscolare e rilasciata in maniera esplosiva quando viene innescata dalla stimolazione sensoriale dei peli sulla parte interna delle mandibole. Le "mandibole trappola" sono state rilevate nei seguenti generi: Anochetus, Orectognathus e Strumigenys oltre ai membri della specie Daceton armigerum. Le mandibole vengono anche utilizzate per altri compiti. Una specie di formica malaysiana del genere Camponotus ha sviluppato ghiandole mandibolari che si estendono fino all'addome. Quando le formiche operaie di questo genere vengono disturbate, provocano la rottura della membrana dell'addome emettendo uno scoppio di secrezioni contenenti acetofenoni e altre sostanze chimiche che immobilizzano gli aggressori. Ciò provoca anche la morte della formica. Altri tipi di difese suicide sono stati rilevati in un genere di formica brasiliana, Forelius pusillus, in cui un piccolo gruppo di formiche, ogni sera, lascia l'interno della colonia sigillando l'ingresso dall'esterno ed andando incontro ad una morte sicura.

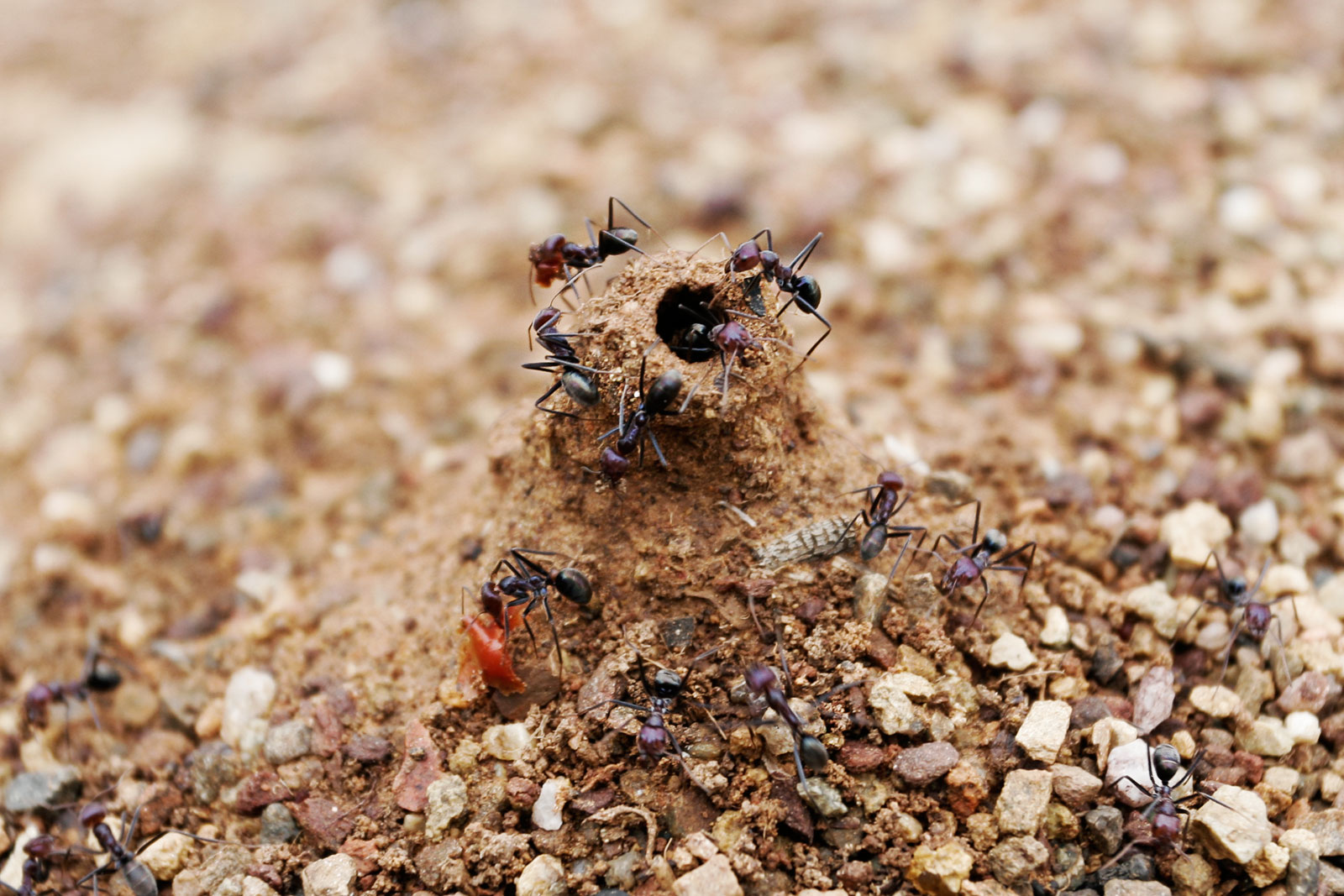
Formiche costruiscono un tumulo sopra l'entrata della colonia per prevenire l'entrata della pioggia.

Oltre alla difesa contro i predatori, le formiche hanno necessità di proteggere le loro colonie dagli agenti patogeni. Alcune formiche operaie mantengono l'igiene della colonia e svolgono tutte le attività inerenti tra cui la necroforesi, la rimozione dalla colonia dei membri morti. L'acido oleico è stato identificato come il composto rilasciato dalle formiche morte che innesca il comportamento necroforico nelle formiche della specie Atta mexicana mentre le formiche operaie del genere Linepithema humile reagiscono al mancato rilascio di sostanze chimiche presenti sulla cuticola dei membri ancora in vita.
I formicai possono essere protetti da minacce come le inondazioni e il surriscaldamento con elaborate architetture. Le operaie della specie Cataulacus muticus, una specie che vive nelle cavità degli alberi, combatte eventuali inondazioni all'interno del nido bevendo l'acqua ed espellendola all'esterno. Le formiche del genere Camponotus anderseni, che nidificano nelle cavità del legno nella mangrovia, combattono le immersioni in acqua passando alla respirazione anaerobica.

### Apprendimento
Molti animali possono imparare i comportamenti per imitazione ma le formiche sono l'unico gruppo, ad eccezione dei mammiferi, in cui è stato rilevato un tipo di apprendimento interattivo per quanto riguarda la raccolta di cibo. Un raccoglitore esperto del genere Temnothorax albipennis può condurre altri membri della colonia alla scoperta di nuovo cibo tramite una modalità denominata "tandem running": la formica meno esperta segue un "tutor" ed ottiene informazioni sul percorso e sul cibo da raccogliere. In questo processo il leader si mostra molto sensibile ai progressi dell'apprendista rallentando quando questi resta indietro.
Altri esperimenti hanno mostrato che alcuni membri della specie Cerapachys biroi possono essere collocati in ruoli diversi all'interno della colonia in base alla loro esperienza precedente. Una intera generazione di membri addetti alla caccia e alla raccolta del cibo viene divisa in due gruppi. A uno dei gruppi viene sempre permesso di trovare del cibo mentre si fa in modo che l'altro subisca sempre degli insuccessi. In questo modo il primo gruppo continua nella ricerca di cibo, intensificando anche gli sforzi, mentre l'altro si specializza in un altro ruolo, la cura della covata.

### Formicai

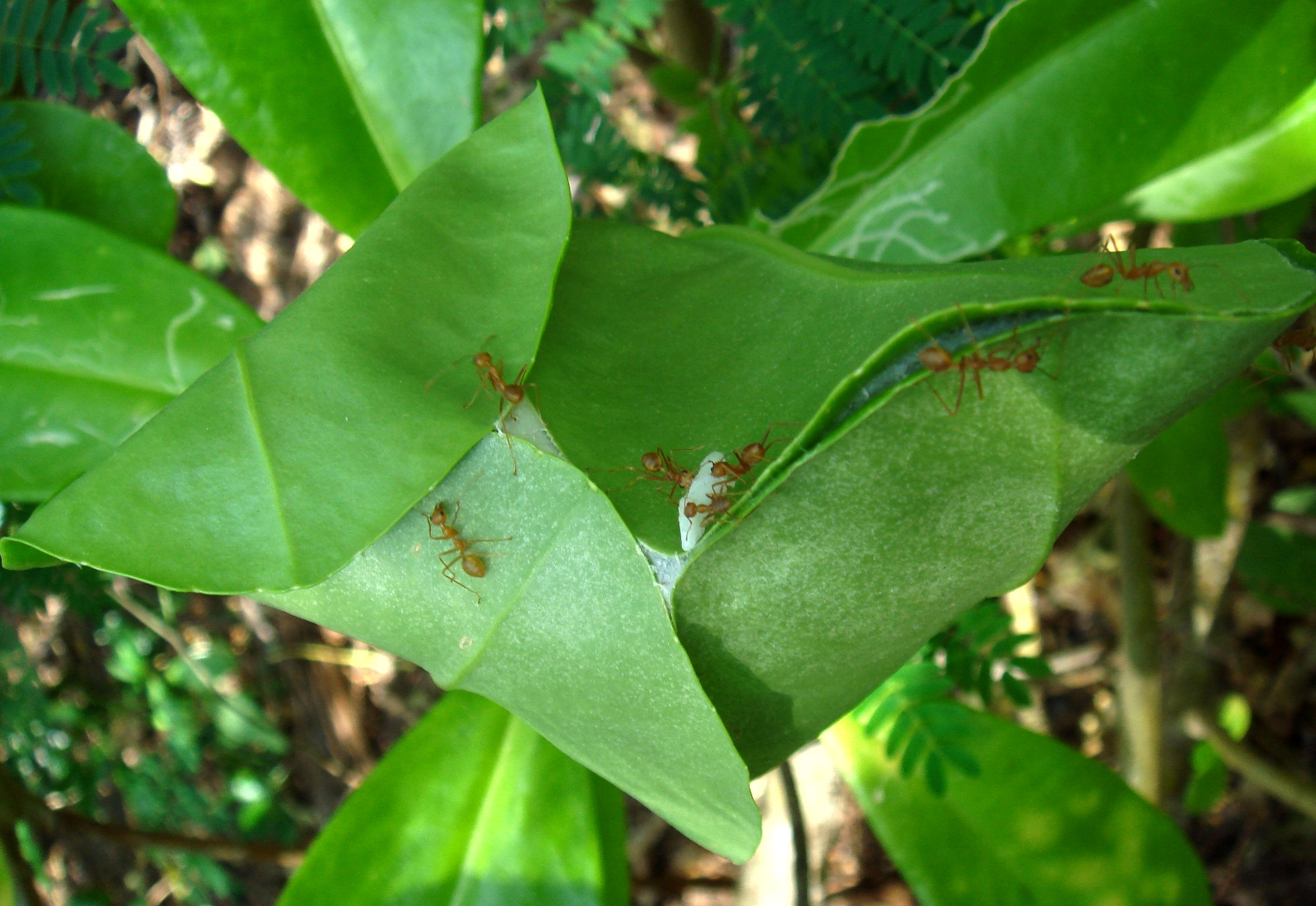
Nidi di foglie di formiche tessitrici, Filippine

Molti generi di formiche costruiscono formicai complessi mentre altri sono nomadi e non costruiscono strutture permanenti. Le formiche possono costruire formicai sotterranei o su alberi (questi ultimi sono molto rari). Queste colonie possono essere trovate nel terreno, sotto le pietre o ceppi, o dentro i tronchi o all'esterno di essi. I materiali utilizzati per la costruzione comprendono terreno e materie vegetali. Le formiche selezionano con attenzione i materiali dei siti di nidificazione; le Temnothorax albipennis evitano posti in cui ci sono formiche morte, in quanto queste possono indicare la presenza di parassiti o malattie per loro fatali. Tutti i gruppi sono pronti ad abbandonare le colonie al primo segno di minaccia.
Le formiche guerriere del Sud America e le formiche scacciatrici africane non costruiscono formicai permanenti, ma invece si alternano tra nomadismo e fasi in cui le operaie formano una tana temporanea (bivacco) con il proprio corpo, tenendosi l'un l'altra insieme.
Le operaie del genere Oecophylla costruiscono i nidi sugli alberi attaccando insieme le foglie prima ammucchiandole insieme con il lavoro di file di operaie e poi inducendo le larve alla produzione di seta. Forme analoghe di costruzione si vedono in alcune specie di Polyrhachis.
Alcune formiche usano la seta prodotta dalle pupe per il formicaio, infatti possono fare delle ''porte'' per separare le stanze.

#### Il formicaio artificiale

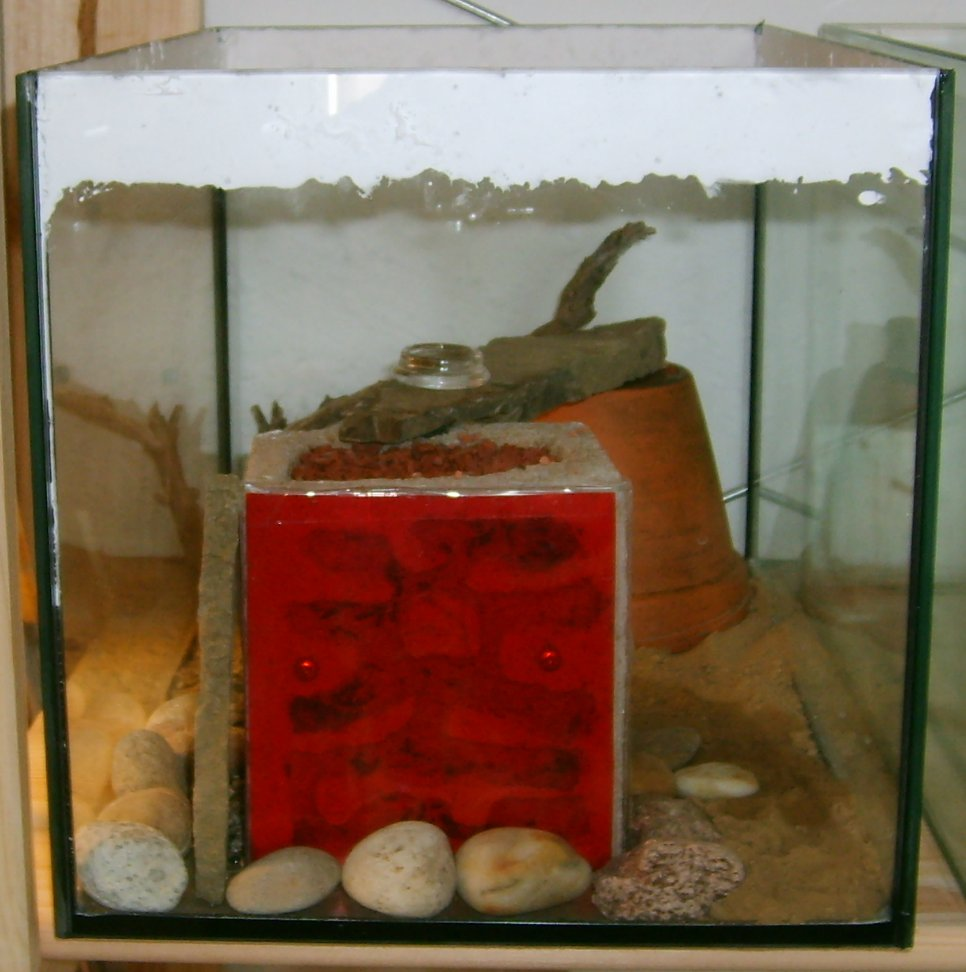
Un formicaio artificiale

Attorno alla vita delle formiche, soprattutto di quelle viventi nei climi temperati, si sanno molte cose; tuttavia, moltissime restano ancora da scoprire, in particolar modo per quello che riguarda le formiche dei climi tropicali. Per studiare i comportamenti di questi insetti, non basta osservare ciò che si vede in natura; è necessario ricorrere all'allevamento in laboratorio, in nidi artificiali, con pareti di vetro, che consentano di vedere come si svolge la vita all'interno del formicaio. Un formicaio artificiale è diviso in diversi ambienti o camere e deve essere mantenuto in condizioni di temperatura, luce, umidità simili a quelle naturali. Al suo esterno le formiche si muovono alla ricerca dell'alimento e depositano i materiali di rifiuto; inoltre, deve essere isolato, per esempio con un opportuno fossatello ripieno d'acqua, per impedire alle formiche di fuggire. Mediante questi formicai artificiali, gli entomologi hanno potuto scoprire molti aspetti della vita segreta delle formiche e conoscere i rapporti intercorrenti fra i vari membri della società e fra questi e gli animali, amici o nemici, che popolano il mondo esterno.

### Nutrimento

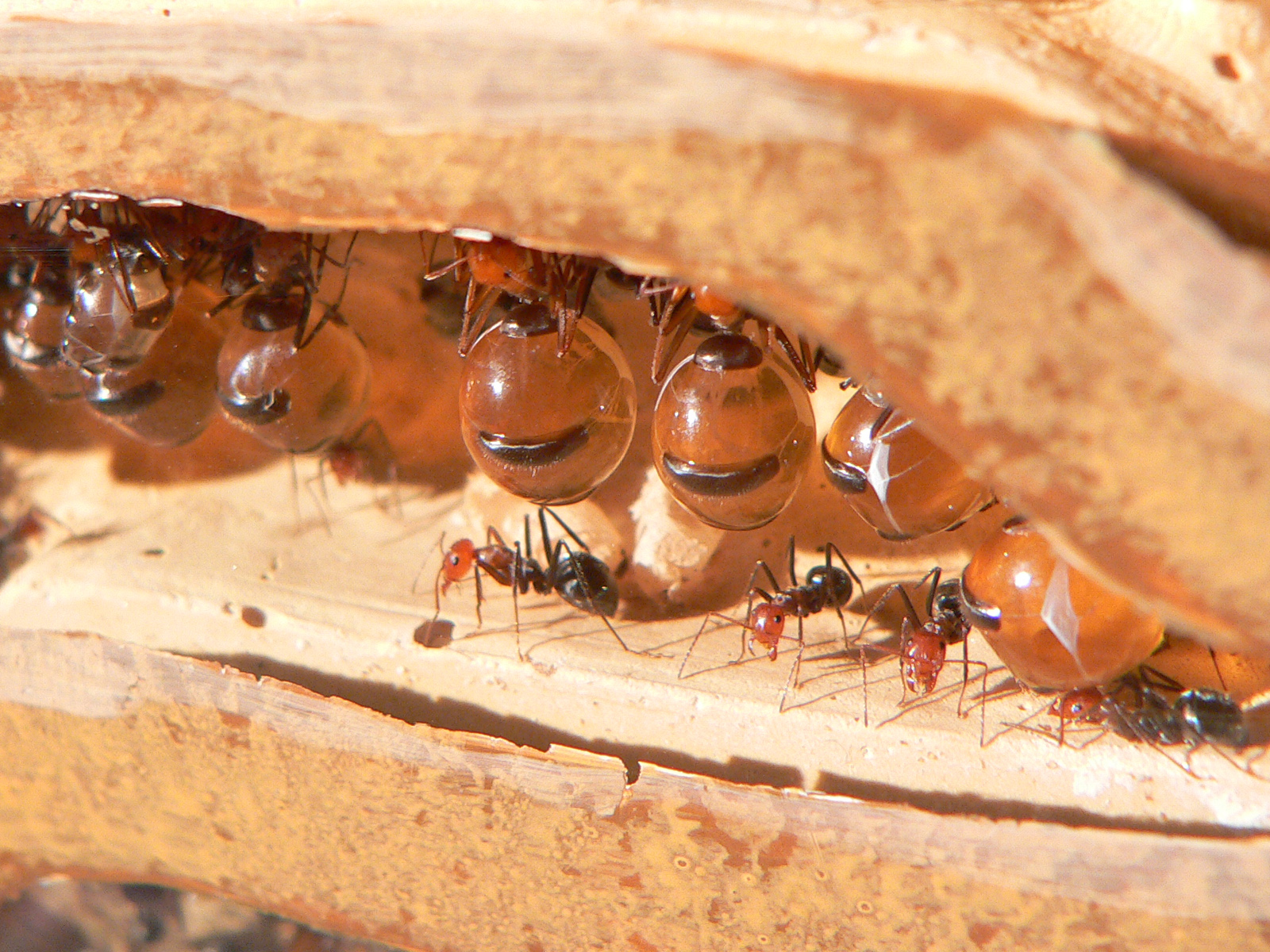
Myrmecocystus impegnate nella raccolta del cibo.

La maggior parte delle formiche sono predatrici generaliste, saprofaghe e/o erbivore ma alcune hanno sviluppato metodi speciali per l'approvvigionamento del cibo.

#### Formiche coltivatrici di funghi
Le formiche tagliafoglie (Atta e Acromyrmex) si nutrono esclusivamente di un fungo che cresce solo nelle loro colonie. Raccolgono di continuo foglie che portano alla colonia, tagliano in pezzi sottili e pongono in speciali aree in cui crescono poi i funghi. Le operaie sono specializzate in compiti in base alle loro dimensioni. Le formiche più grandi sono impiegate nel taglio dello stelo, quelle di medie dimensioni masticano le foglie mentre quelle più piccole si prendono cura dei funghi. Queste formiche sono molto sensibili alle varie reazioni del fungo a materiali vegetali diversi e sembra che possano addirittura rilevare segnali chimici. Se un particolare tipo di foglia è tossico per il fungo non sarà più raccolto. Inoltre, batteri speciali sulla superficie esterna del loro corpo producono speciali antibiotici che uccidono i batteri che possono danneggiare i funghi.

### Orientamento

L'occhio di una formica visto con il SEM del MUSE

La raccolta del cibo può condurre le formiche anche fino a 200 metri di distanza dalla colonia; di solito trovano la via del ritorno quasi sempre grazie alle tracce olfattive. Alcune specie di formiche sono impegnate in tale attività anche di notte. Questi tipi di formiche vivono in zone calde e aride del mondo e la raccolta di cibo diurna può rivelarsi fatale causa essiccazione, per cui le uscite notturne o la capacità di trovare il percorso più breve riduce tale rischio. Le formiche del deserto (Cataglyphis fortis) utilizzano punti di riferimento visivi in combinazione con altri metodi per orientarsi.
In assenza di punti di riferimento visivi, la formica del deserto del Sahara si orienta tenendo traccia delle direzioni tramite un sistema di contapassi interno, integrando queste informazioni insieme ad altre di tipo visivo per trovare il percorso più breve per il ritorno alla colonia.
Alcune specie di formiche sono in grado di utilizzare il campo magnetico della Terra.
Gli occhi hanno sviluppato cellule specializzate che rilevano la luce polarizzata dal Sole, che viene utilizzato per determinare la direzione.
Questi rivelatori sono sensibili alla polarizzazione nella regione ultravioletta dello spettro visibile.
In altre specie di formiche, un gruppo di raccoglitori può perdere la traccia olfattiva e separarsi dalla colonna principale: in questi casi formano una colonna circolare continuamente in marcia che può portarle alla morte per sfinimento.

### Locomozione
Le formiche operaie non hanno le ali e le femmine riproduttive perdono le ali dopo il volo di accoppiamento al fine di iniziare le loro colonie. Pertanto, a differenza dei loro antenati, le vespe, la maggior parte delle formiche viaggia a piedi. Alcune specie sono in grado di saltare. Per esempio, le formiche della specie Harpegnathos saltator sono in grado di saltare sincronizzando l'azione delle zampe centrali e posteriori.
Ci sono altre specie di formiche semi-volanti, dotate di piccole ali, come quelle della specie Cephalotes atratus, che sono in grado di controllare o rallentare la direzione della discesa durante un salto o una caduta.
Alcune specie di formiche inoltre sono particolarmente altruiste per il bene della comunità: durante gli spostamenti e le ricerche di cibo, infatti, alcuni esemplari riempiono le voragini che incontrano durante il tragitto con il loro corpo, facendo passare sopra di loro le altre. Questa "riparazione istantanea" del percorso permette loro di procurare più cibo in minor tempo.
Alcune specie formano anche zattere galleggianti per sopravvivere alle inondazioni. La formazione di queste zattere ha reso anche possibile ad alcune specie di formiche la colonizzazione di isole. Le Polyrhachis sokolova, una specie di formiche che si trova in Australia nelle paludi di mangrovia, possono nuotare e vivere in colonie sott'acqua. Poiché non dispongono di branchie, respirano in sacche di aria intrappolate nei formicai.

### Cooperazione e competizione

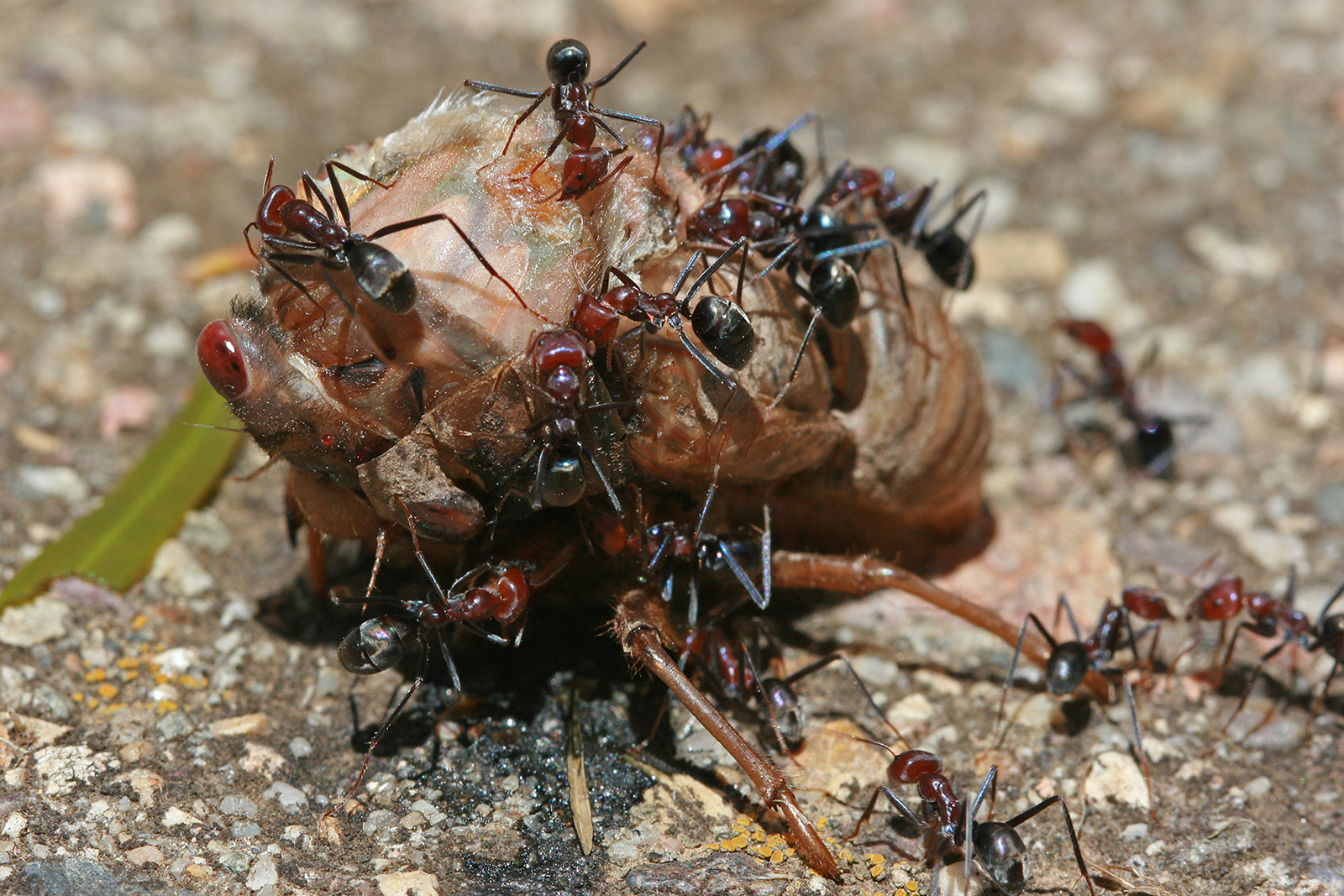
Le formiche onnivore della specie Iridomyrmex purpureus che si nutrono di una cicala. Le formiche sono animali sociali che collaborano alla caccia e alla ricerca del cibo.

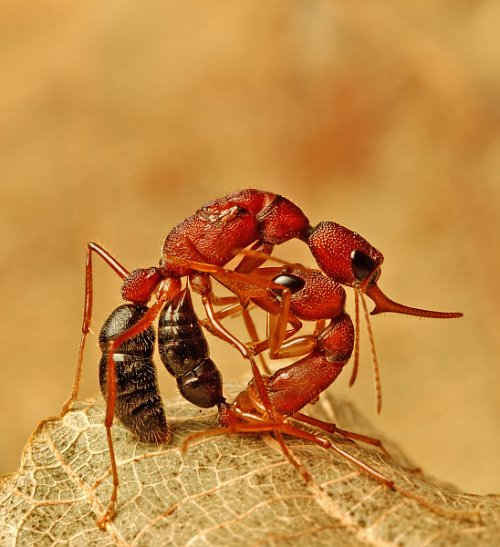
Una formica saltatrice operaia Harpegnathos saltator, impegnata in una battaglia con la regina di una colonia rivale.

Non tutte le formiche hanno lo stesso tipo di società. Le formiche bulldog australiane sono tra le specie più grandi e aggressive. Come quasi tutte le formiche sono eusociali ma il loro comportamento sociale è poco sviluppato rispetto ad altre specie. Ogni individuo caccia da solo, usando i suoi grandi occhi invece delle capacità chimico-olfattive per scovare le prede.
Alcune specie (come la Tetramorium caespitum) attaccano colonie di formiche confinanti. Altre sono meno espansioniste ma altrettanto aggressive: invadono colonie per rubare le uova o le larve, di cui si nutrono oppure riutilizzano le operaie come schiave. Alcune specie di queste formiche, come quelle amazzoniche, sono incapaci di procacciarsi il cibo da sole e hanno bisogno di operaie precedentemente catturate per sopravvivere.
Le formiche identificano membri della stessa famiglia o colonia attraverso il loro odore, che proviene da secrezioni che impregnano i loro esoscheletri. Se una formica viene separata dalla sua colonia originale, finirà per perderne l'odore caratteristico. Ogni formica che entra in una colonia, senza l'odore che le corrisponde, finirà per essere attaccata.
Alcune specie di formiche parassite si introducono nelle colonie di altre specie e si stabiliscono all'interno di esse come parassiti sociali; le specie come Strumigenys xenos sono interamente parassite e non hanno operaie, ma fanno affidamento sul cibo raccolto dagli ospitanti della specie Strumigenys perplexa. Questa forma di parassitismo è stato rilevato in molti altri generi di formiche e la formica parassita è di solito una specie che è strettamente legata a quella ospitante. Una varietà di metodi sono impiegati per entrare nella colonia delle formiche ospitanti. Una regina parassita può entrare nella colonia ospite prima che la prima nidiata si sia schiusa, stabilendosi prima dello sviluppo dell'odore caratteristico della colonia stessa. Altre specie usano i feromoni per confondere le formiche ospitanti o per ingannarle costringendole a portare la regina parassita nella colonia. Altre si aprono semplicemente la strada.
Un conflitto tra i sessi (coevoluzione antagonista) è stato rilevato in alcune specie di formiche in cui i membri della colonia sembrano apparentemente in competizione tra loro per produrre la prole. La forma più estrema comporta la produzione di discendenza clonale. Un conflitto sessuale estremo è stato rilevato nella specie Wasmannia auropunctata in cui le regine producono figlie diploidi per partenogenesi telitoca mentre i maschi producono cloni attraverso un processo in cui un uovo diploide perde il suo contributo materno nella produzione di maschi aploidi che sono in tutto cloni del padre.

### Determinazione della casta
Presso le formiche si riscontrano varie forme di determinazione della casta. Nella stragrande maggioranza delle specie, le operaie si sviluppano a partire da uova anfigoniche su cui la regina secerne un particolare feromone, che inibisce lo sviluppo degli organi riproduttori. In alcune specie del genere Hypoponera, invece, si ha una determinazione della casta basata sull'alimentazione: le larve che vengono alimentate con maggiori quantità di cibo divengono regine, mentre quelle alimentate scarsamente divengono operaie. La neotenina svolge un ruolo di centrale importanza, presso molte specie di formiche, nella determinazione della casta operaia: un maggior livello di neotenina consente lo sviluppo di operaie sempre più grandi.

### Rapporti con altri organismi

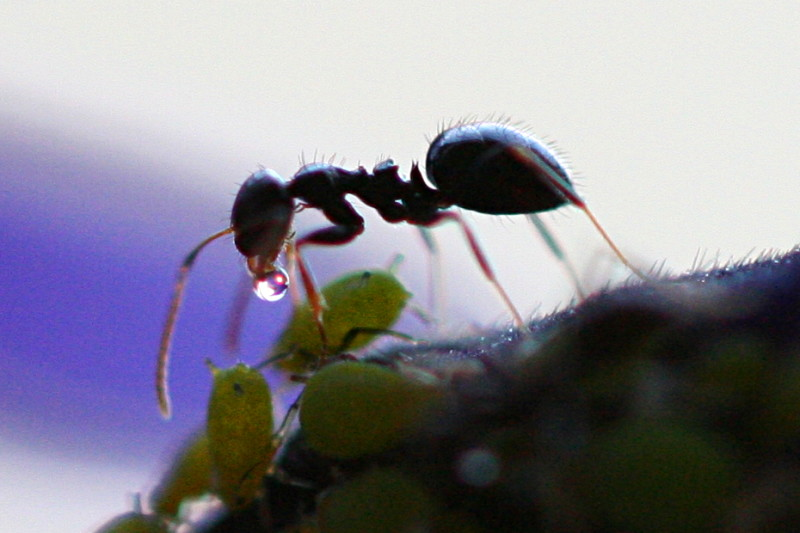
Una formica raccoglie melata da un afide.

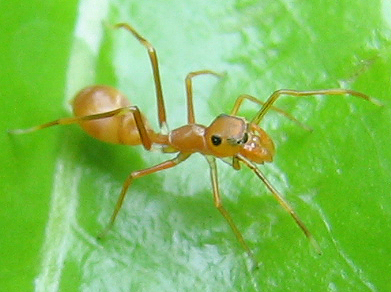
Il ragno Myrmarachne plataleoides imita formiche tessitrici per evitare i predatori.

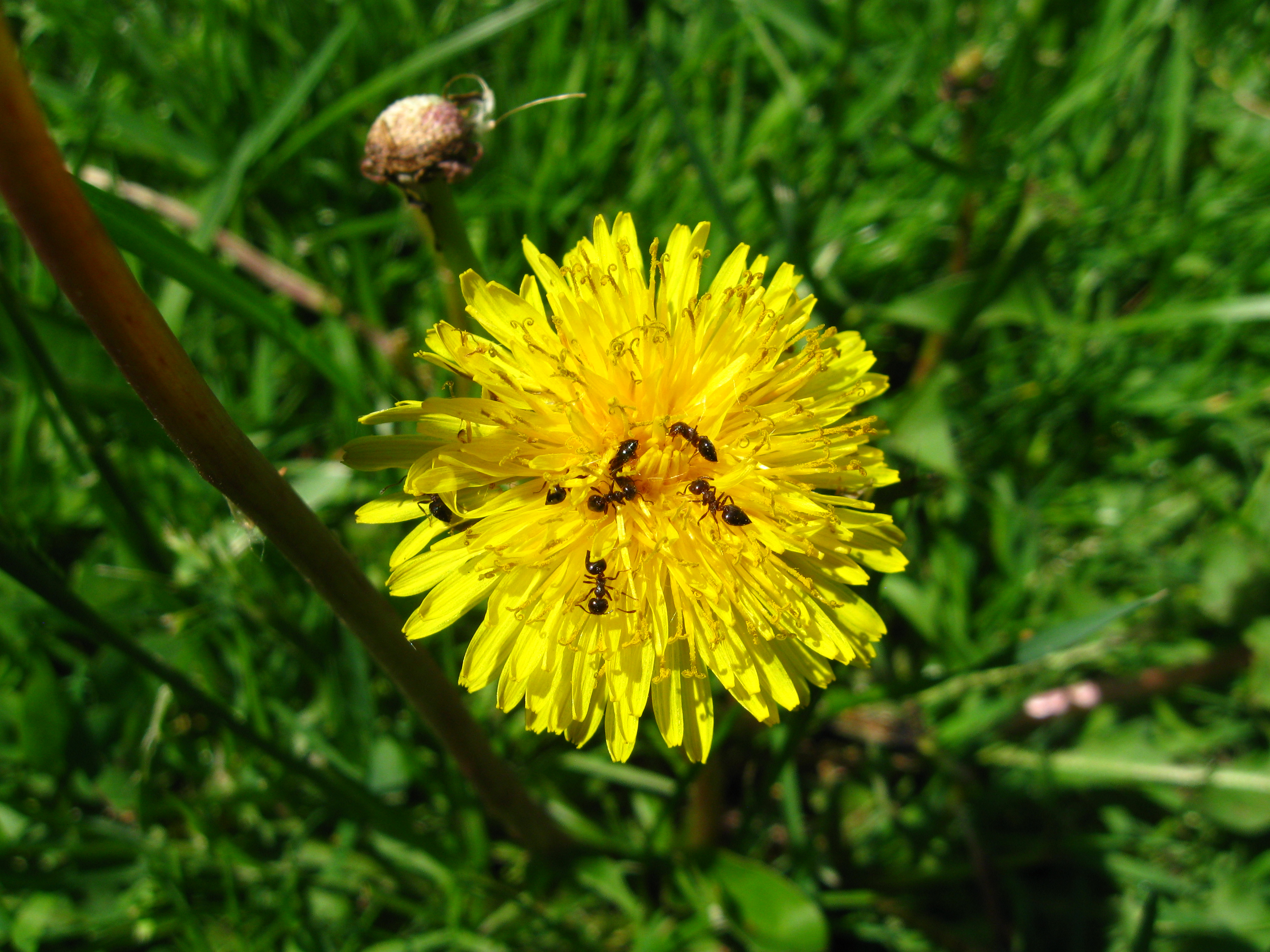
Una relazione simbiotica tra una formica e un dente di leone. Il dente di leone fornisce nettare alle formiche mentre queste ne permettono l'impollinazione.

Le formiche scambiano rapporti simbiotici con una serie di specie, incluse specie di formiche diverse tra loro, altri insetti, piante e funghi. Sono predate da molti animali e anche da alcuni funghi. Alcune specie di artropodi trascorrono parte della loro vita all'interno di nidi di formiche, o predano le formiche, le loro larve e uova, consumando le scorte alimentari delle colonie. Questi inquilini possono avere una stretta somiglianza con le formiche. La natura di questo tipo di mimetismo (mirmecomorfismo) varia, con alcuni casi di mimetismo batesiano, in cui il processo di mimetismo riduce il rischio di predazione. Altri mostrano un mimetismo di tipo wasmaniano (termine derivante dal nome dell'entomologo Erich Wasmann), una forma di mimetismo visto solo negli inquilini.
Afidi ed altri insetti dell'ordine dei Rincoti secernono un liquido dolce chiamato melata quando si nutrono di linfa vegetale. Gli zuccheri nella melata sono una notevole fonte di energia che molte specie di formiche raccolgono.
In alcuni casi gli afidi secernono la melata in risposta alle formiche quando queste toccano le loro antenne. Le formiche a loro volta, tengono lontano i predatori e spostano gli afidi in un luogo più sicuro. Quando le colonie si spostano in una nuova area portano gli afidi con loro per garantirsi una fornitura continua di melata. Le formiche allevano anche cocciniglie per raccogliere la loro melata o bruchi mirmecofili della famiglia dei Lycaenidae. I bruchi posseggono una ghiandola che secerne melata quando le formiche li massaggiano. Alcuni bruchi producono vibrazioni e suoni che vengono percepiti dalle formiche. Altri bruchi si sono evoluti: questi bruchi mirmecofaghi secernono un feromone che fa credere alle formiche di essere delle larve appartenenti alla loro colonia. Una volta portati poi all'interno del formicaio si nutrono essi stessi delle larve di formiche che vi trovano.
Le formiche della tribù Attini, incluse le formiche tagliatrici di foglie, coltivano alcune specie di funghi dei generi Leucoagaricus o Leucocoprinus della famiglia Agaricaceae. In questo mutualismo fungo-formica, entrambe le specie dipendono l'uno dall'altro per la sopravvivenza. La formica Allomerus decemarticulatus si è evoluta in una modalità a tre insieme alla pianta ospitante Hirtella physophora (Chrysobalanaceae) e a un tipo di fungo appiccicoso che viene utilizzato per intrappolare gli insetti prede.
Le formiche della specie Myrmelachista schumanni sono responsabili, nella foresta amazzonica, dei giardini del diavolo uccidendo le piante a loro non gradite e favorendo la crescita di alberi del genere Duroia hirsuta processo che crea una singolare zona nella foresta pluviale in cui sono presenti solo tali alberi. Questo processo di modifica della vegetazione permette loro di avere più siti possibili, all'interno del tronco di tale tipo di alberi, dove costruire formicai più adatti. Alcuni alberi secernono un nettare speciale utilizzato come fonte di cibo dalle formiche che a loro volta proteggono la pianta dagli insetti erbivori.
Alcune specie di alberi come l'Acacia cornigera, in America centrale, hanno le cavità utilizzate da una particolare specie di formiche (Pseudomyrmex ferrugineus) per la creazione di colonie; in cambio esse difendono l'albero dagli insetti fitofagi e dalle piante epifite. Altri studi suggeriscono anche che le piante ottengano azoto dalle formiche. In cambio, le formiche si riforniscono di proteine e di lipidi dalla pianta. Un altro esempio di questo tipo di ectosimbiosi viene dagli alberi di Macaranga, che hanno fusti adatti ad ospitare colonie di formiche del genere Crematogaster. Infine, molte specie di alberi producono semi che sono poi dispersi dalle formiche. La dispersione dei semi da parte delle formiche, o mirmecocoria, è molto diffusa e nuove stime suggeriscono che circa il 9% di tutte le specie di piante possono servirsi di formiche per la disseminazione.
Alcune piante in ambienti particolari sono fortemente dipendenti dalle formiche per la loro sopravvivenza e per la loro diffusione, dato che i semi vengono trasportati in sicurezza sotto il terreno. Molti semi dispersi dalle formiche hanno particolari strutture esterne, gli oleosomi, che sono ricercati dalle formiche perché fonte di cibo.
Una convergenza evolutiva, forse una forma di mimetismo, è stato rilevato nelle uova dei fasmidi: hanno una struttura simile agli oleosomi e per questo motivo vengono trasportati dalle formiche nel formicaio dove, una volta giunti, possono cominciare a schiudersi.

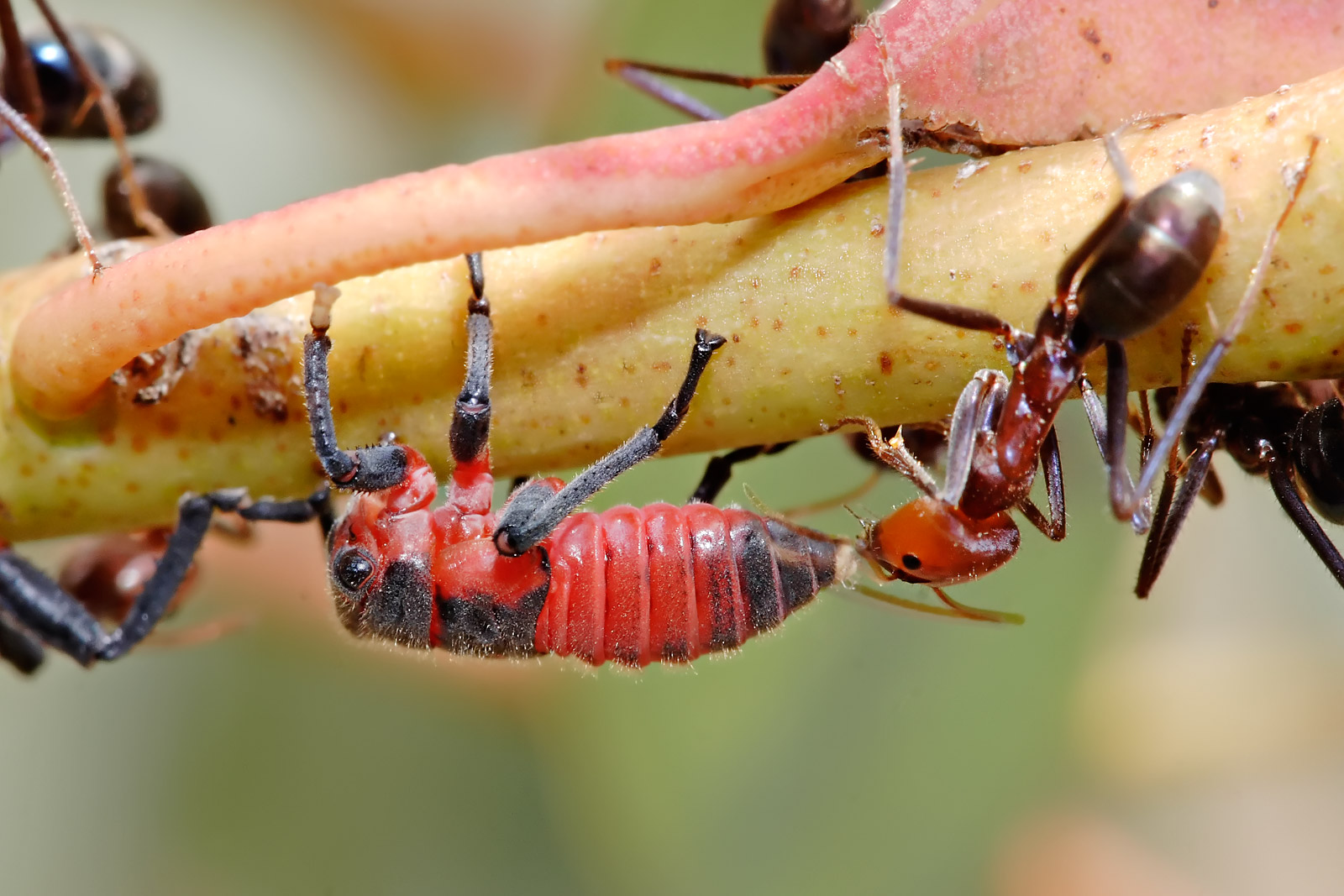
Iridomyrmex purpureus allevano una cicalina.

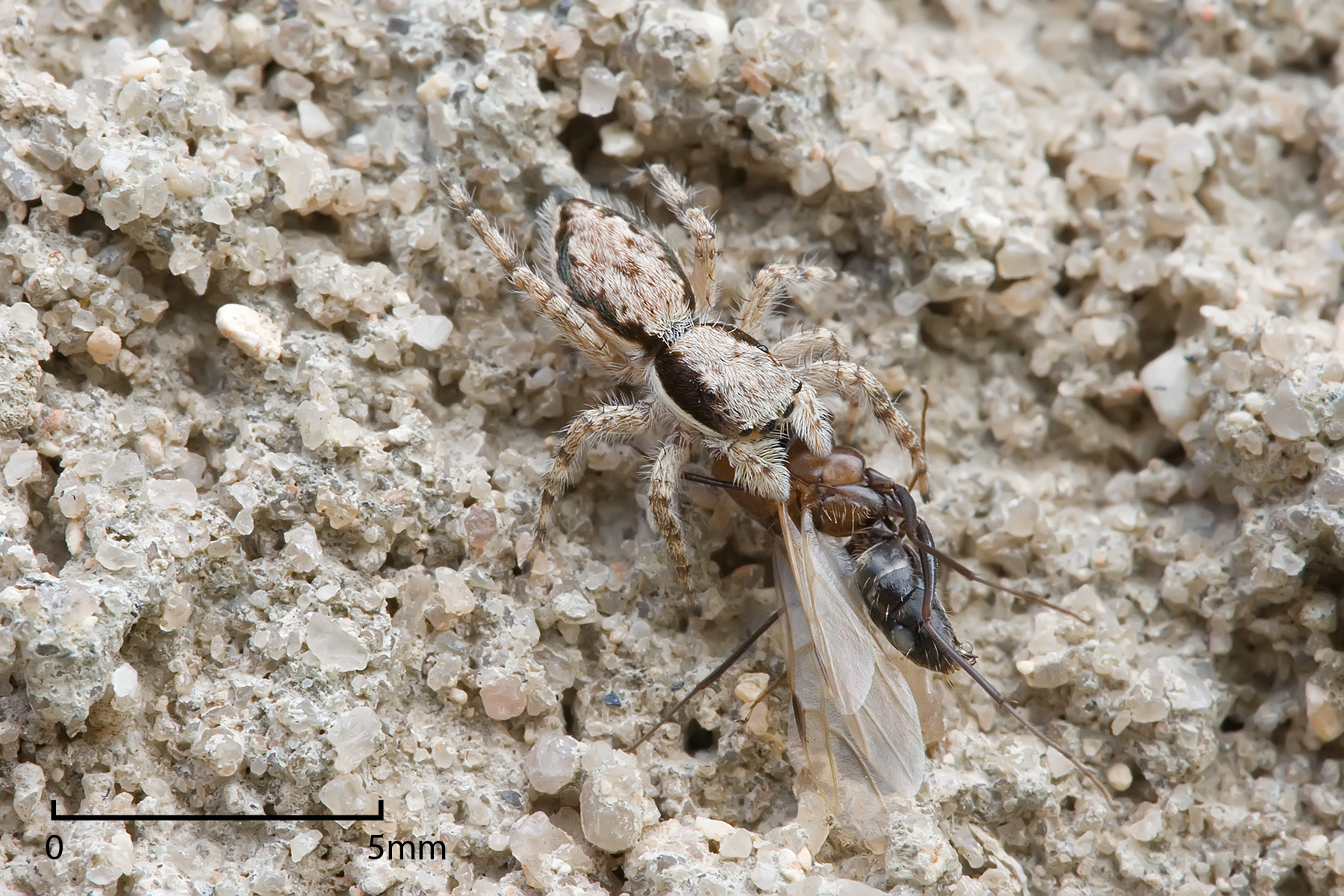
I ragni talvolta si cibano di formiche.

La maggior parte delle formiche è predatrice ed ottiene cibo da altri insetti sociali, comprese altre formiche. Alcune specie si specializzano nella predazione delle termiti (Megaponera e Termitopone) mentre alcune specie della famiglia Dorylinae predano altre formiche. Alcuni termiti, tra cui le Nasutitermes corniger, formano associazioni con alcune specie di formiche per tenere lontano altre specie di formiche predatori.
La vespa tropicale Mischocyttarus drewseni ricopre parte del suo nido con un repellente chimico anti-formica. Le api senza pungiglione (Trigona e Melipona) utilizzano difese chimiche contro le formiche.
Le mosche del genere Bengalia (Calliphoridae) cacciano le formiche e sono cleptoparassiti: strappano via le prede o il cibo dalle mandibole delle formiche. Le femmine di foridi malaysiani (Vestigipoda myrmolarvoidea) vivono all'interno delle colonie delle Aenictus e vengono accudite dalle stesse formiche.
Funghi dei generi Cordyceps e Ophiocordyceps infettano le formiche quando queste si arrampicano su di esso e affondano le mandibole nei tessuti vegetali. Il fungo uccide le formiche, cresce sopra i loro resti e produce un carpoforo. Sembra inoltre che il fungo alteri il comportamento delle formiche per contribuire a disperdere le sue spore in un microhabitat che meglio si adatta al fungo.
Anche i parassiti strepsitteri manipolano la loro formica ospite costringendola ad arrampicarsi sugli steli d'erba, per aiutare il parassita a trovare compagni.
Un nematode (Myrmeconema neotropicum) che infetta le formiche del genere Cephalotes installandosi nel loro addome fa sì che il colore nero di questi diventi rosso. Il parassita altera anche il comportamento della formica, costringendole ad alzare l'addome rendendolo più visibile. Il colore rosso inganna gli uccelli che le scambiano per frutti maturi e le mangiano. Gli escrementi degli uccelli vengono poi raccolti da altre formiche e dati come cibo ai piccoli, il che porta alla ulteriore diffusione del nematode.
Le rane sudamericane della famiglia Dendrobatidae si nutrono soprattutto di formiche, e le tossine presenti nel loro strato cutaneo possono essere originate proprio dalle formiche ingerite.
Il rapporto tra molte specie di uccelli e altre di formiche non è ancora ben compreso ed è ancora in fase di studio. Un particolare comportamento da parte degli uccelli viene denominato "anting": alcuni di essi riposano all'interno dei formicai o raccolgono le formiche innestandole nelle loro ali e all'interno delle piume in modo che possano rimuovere gli ectoparassiti.
Infine formichieri, pangolini e diverse specie di marsupiali in Australia si sono adattati in maniera particolare ad una dieta fatta quasi esclusivamente di formiche. Questi animali hanno lingue lunghe e appiccicose per catturare le formiche e forti artigli per rompere i formicai. Anche gli orsi bruni si nutrono di formiche: una percentuale del 12%, del 16% e del 4% del loro volume fecale in primavera, estate e autunno, rispettivamente, si compone di formiche.

### Caratteristiche di alcune specie
Fra le tante specie alcune presentano caratteristiche curiose e interessanti. Per esempio, le formiche del genere Messor, specializzate nella raccolta e immagazzinamento di semi, e le formiche del genere Atta, le famigerate tagliafoglie, diffuse in Sud America, coltivatrici di un fungo endemico particolare, di cui si nutrono. La colonia di Atta è rigidamente divisa in caste, ognuna specializzata in un compito preciso: dalle operaie minori, di pochi millimetri, che si occupano della coltivazione del fungo, alle operaie maggiori, che si dedicano al trasporto e taglio delle foglie, ai soldati incaricati della difesa del nido, con la testa larga anche 6 mm.

Un nido di Atta può contenere milioni di individui (supercolonia) e in una sola notte è in grado di spogliare un grande albero di tutte le sue foglie. Il fogliame, sminuzzato e masticato dalle operaie minori, serve da lettiera per la coltivazione del micelio fungino, che costituirà l'alimento base della colonia. L'impatto ambientale di tali colonie fa di Atta sexdens e Atta cephalotes gli insetti più dannosi dell'America meridionale, capaci di distruggere raccolti per miliardi di dollari.
Normalmente le formiche sono considerate insetti tranquilli, ma ve ne sono anche di molto aggressive. Per esempio, le formiche del genere Eciton, o formiche legionarie, che vivono in Amazzonia, le quali si riuniscono in enormi eserciti che marciano attraverso la foresta catturando ogni genere di insetti e razziando ogni cosa sul loro cammino. Le formiche più grandi e pericolose sono probabilmente quelle cosiddette Bulldog del genere Myrmecia, che vivono in Australia.

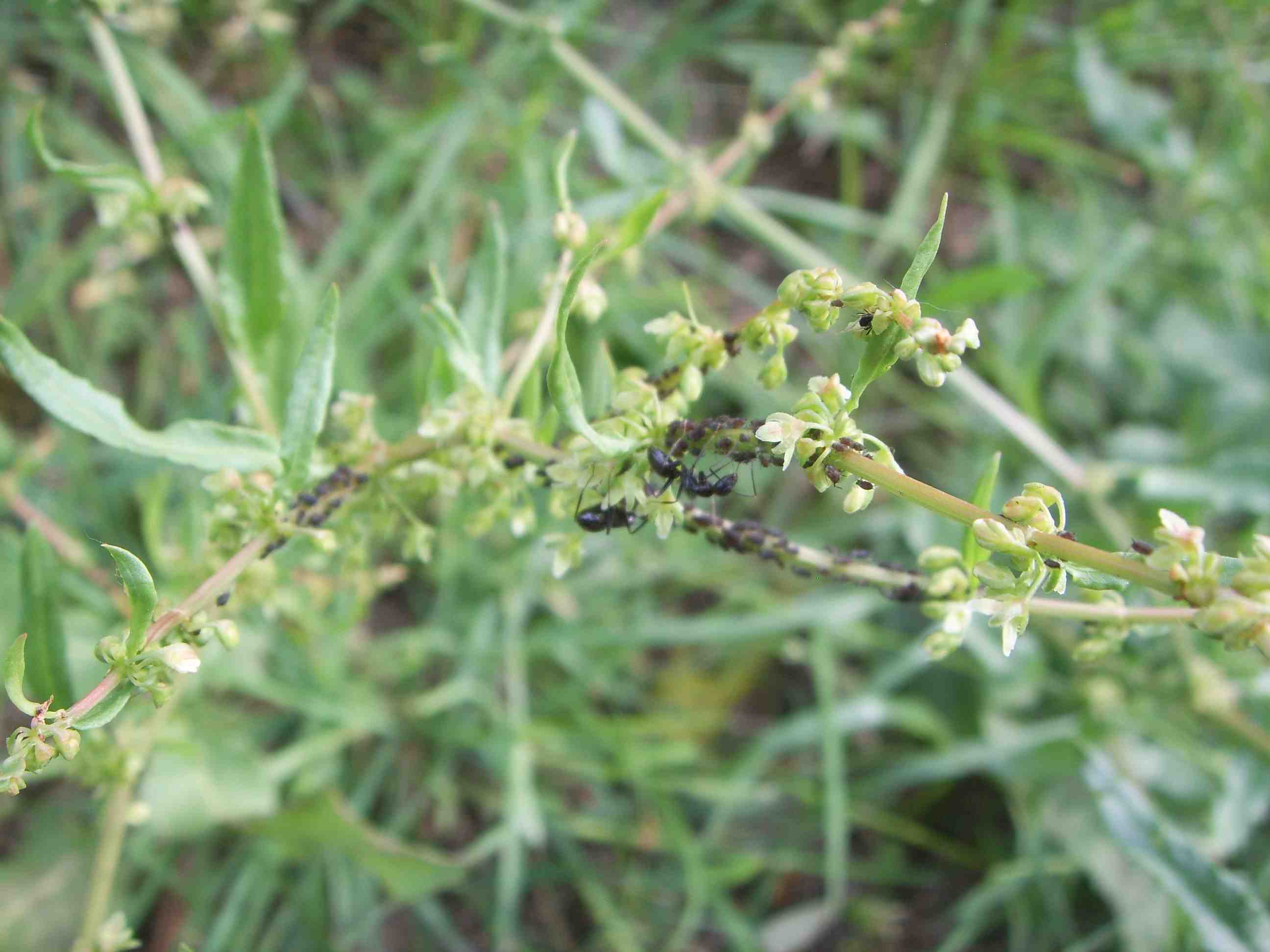
Formiche che "allevano" afidi

Aggressivi ed enormi, questi insetti possono raggiungere anche i 2,5 centimetri di lunghezza. Ve ne sono anche di velenose, alcune raccoglitrici di funghi. Infine alcune specie di formiche ospitano e proteggono delle specie di afidi anziché predarli in cambio di una loro secrezione zuccherina, la melata.
Questo è un esempio molto particolare di simbiosi tra due insetti, che curiosamente ricorda molto il rapporto tra l'uomo e gli animali domestici.
In Europa la specie più diffusa è probabilmente la formica rossa, che è considerata specie protetta in molte zone in quanto con la sua azione rimuove milioni di carcasse di insetti e rende fertile il terreno.
Di tutte le specie solo una trentina sono diffuse in tutto il mondo. Circa 4500 specie vivono nelle regioni tropicali ed equatoriali; 850 specie popolano il bacino del Mediterraneo e altre 800 specie sono proprie delle regioni temperate e fredde.
Le formiche più grosse vivono nei paesi caldi e sono predatrici e carnivore; appartengono alla sottofamiglia delle Ponerine. Fra le Mirmicine si annovera la maggior parte delle specie presenti in Europa. Alle Dolicoderine appartengono la Linepithema humile o formica argentina e varie specie di Tapinoma frequenti nei nostri giardini. Alla sottofamiglia delle Formicine, appartengono le specie più evolute; sono diffuse anche nei paesi temperati e freddi. Si annoverano i generi Camponotus, Myrmecocystus e Formica.

#### Formiche nomadi
Le colonie di alcune specie di formiche non realizzano un nido permanente e si spostano continuamente in cerca di cibo, alternando fasi di migrazione con fasi sedentarie. Durante queste ultime, la colonia costruisce un nido temporaneo, in cui la regina depone le uova. Una volta che le uova deposte si sono sviluppate in esemplari adulti, la colonia abbandona il nido e rientra in una fase di migrazione, durante la quale si sposta continuamente. Nella migrazione, la regina viene costantemente protetta dalle operaie, mentre queste ultime si dispongono in colonne rettilinee e predano i piccoli animali che trovano sul percorso. Le colonne si formano grazie alle tracce di feromoni rilasciate dalle operaie in prima fila durante il percorso.
Fra le specie nomadi, si ricordano in particolare i generi Dorylus, Aenictus, Labidus ed Eciton, note per la loro aggressività e le loro abitudini caratteristiche. Poi, specie nomadi secondarie sono alcune di quelle appartenenti ai generi:
- Leptogenys (Ponerinae)
- Pheidologeton (Myrmicinae)
- Onychomyrmex (Amblyoponinae)
- Leptanilla, Protanilla (Leptanillinae)
- Cheliomyrmex, Labidus, Leptanilloides, Neivamyrmex, Nomamyrmex (Dorylinae)
- Simopelta (Ponerinae)

#### Formiche otri
Le operaie di molte specie della sottofamiglia Formicinae hanno la possibilità di riempire l'addome con sostanze liquide, che poi distribuiscono alle compagne per trofallassi. In particolare, presso le colonie del genere Myrmecocystus, alcune operaie specializzate si riempiono l'addome di sostanze liquide e si appendono al soffitto del nido, distribuendo via via le sostanze contenute all'interno del loro addome alle compagne. Fra le formiche che presentano un addome estensibile, ci sono anche le specie del genere Lasius.

#### Formiche schiaviste
Il fenomeno della dulosi, o parassitismo sociale, è comune nelle specie del genere Polyergus e in alcune di quelle appartenenti ai generi Lasius, Aphaenogaster e Formica. Nelle colonie di queste specie, le operaie usano invadere i nidi di colonie limitrofe, spesso appartenenti a specie particolari, per rubare le larve e trasportarle al proprio nido. Queste poi vengono allevate ed entrano a far parte della colonia come operaie schiavizzate, dando così vita a una società eterogenea. Una volta acquistato l'odore della colonia schiavista, le operaie schiavizzate le rimangono "fedeli".

Fra le specie di formiche che compiono la dulosi, si distinguono schiaviste obbligate (che non possono nutrirsi da sole e devono ricorrere alle operaie di altre specie), e schiaviste facoltative (che compiono il parassitismo sociale solamente per incrementare la popolazione delle operaie nella propria colonia). Un esempio - l'unico - di formiche schiaviste obbligate sono le specie appartenenti al genere Polyergus.

Le femmine alate di una specie schiavista obbligata formano nuove colonie introducendosi nei nidi di altre specie e uccidendo la regina. Poi, le femmine prendono il suo posto e assumono il suo odore cospargendosi con le sue membra, in modo da non essere riconosciute dalle operaie come intruse. Esse cominciano così a deporre le uova, e a sostituire la popolazione operaia della vecchia colonia con gli esemplari della propria specie. Questo metodo, definito comunemente "usurpazione", viene utilizzato anche da alcune specie dei generi Myrmecia e Bothriomyrmex.

#### Formiche orticoltrici

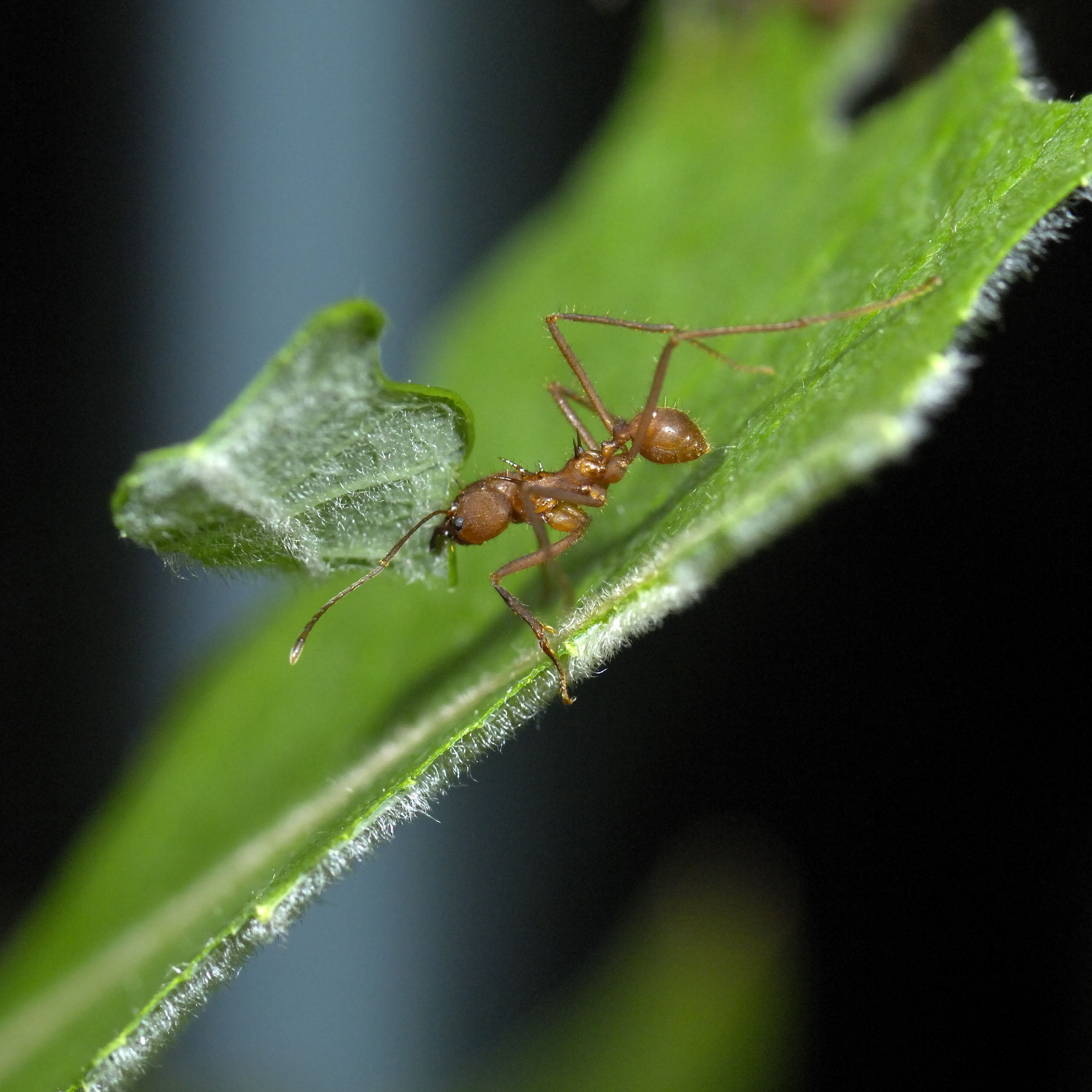
Formica tagliafoglie della specie Atta columbica, che trasporta al nido un pezzo di foglia tagliata.

Alcune specie di formiche usano coltivare il micelio di un fungo all'interno del nido, che concimano con residui vegetali o pezzi di foglie tagliati, a scopi alimentari. Esse coltivano particolari specie di funghi Basidiomiceti, che proteggono dai parassiti e bagnano continuamente con la saliva. Le operaie non fanno sviluppare, dal micelio del fungo, corpi fruttiferi, poiché esse si nutrono solamente delle ife. Per evitare la formazione di corpi fruttiferi, le operaie legano le ife a formare delle sacche.

Le femmine alate, prima di sciamare all'esterno del nido, prelevano una parte del micelio e lo trasportano fra le mandibole durante la sciamatura. Poi, esse, una volta scavata una tana, lo depositano e cominciano a deporre le uova. Le prime operaie della nuova colonia cominciano in seguito a concimare il fungo, formando così una coltivazione. Fra le specie orticoltrici, si ricordano quelle appartenenti ai generi Atta e Acromyrmex.

#### Formiche lomecusomani
Molte specie appartenenti ai generi Myrmica, Formica e alcune specie del genere Lasius vengono parassitate dai coleotteri stafilinidi del genere Lomechusa. Questi coleotteri penetrano nelle colonie e offrono alle formiche operaie una sostanza dolce prodotta dai tricomi, dei peluzzi posti sulla parte inferiore delle elitre. Tale sostanza ha un effetto inebriante sulle formiche operaie, che trascurano le loro attività di difesa del formicaio e di accudimento della prole, per dedicarsi per lunghi periodi esclusivamente alla suzione della secrezione. Ciò favorisce l'inserimento del coleottero all'interno della colonia, il quale affida alle formiche la cura delle proprie larve, che a loro volta producono una analoga secrezione e perdipiù si nutrono delle larve delle formiche. Tutto ciò porta in breve tempo a un rovinoso declino dell'intera colonia di formiche.
Le specie parassitate dalla Lomechusa vengono comunemente dette "formiche lomecusomani".

#### Formiche trappola
Alcune specie di formiche, distribuite nelle sottofamiglie Ponerinae e Myrmicinae, predano piccoli artropodi utilizzando le mandibole come trappole che scattano velocemente al passaggio della preda. Le operaie di queste specie, dette comunemente "formiche trappola", si appostano per lunghi periodi di tempo aspettando l'arrivo della preda. Quando quest'ultima tocca i peli sensoriali delle mandibole, queste scattano in poche frazioni di secondo, catturando la preda.
Le specie di formiche trappola più note appartengono ai seguenti generi:
- Anochetus (Ponerinae)
- Acanthognathus (Myrmicinae)
- Daceton (Myrmicinae)
- Orectognathus (Myrmicinae)
- Microdaceton (Myrmicinae)
- Strumigenys (Myrmicinae)
- Odontomachus (Ponerinae) - organismi viventi più veloci finora conosciuti, possono chiudere le mandibole in appena 0,3 millisecondi.[84]

## Tassonomia

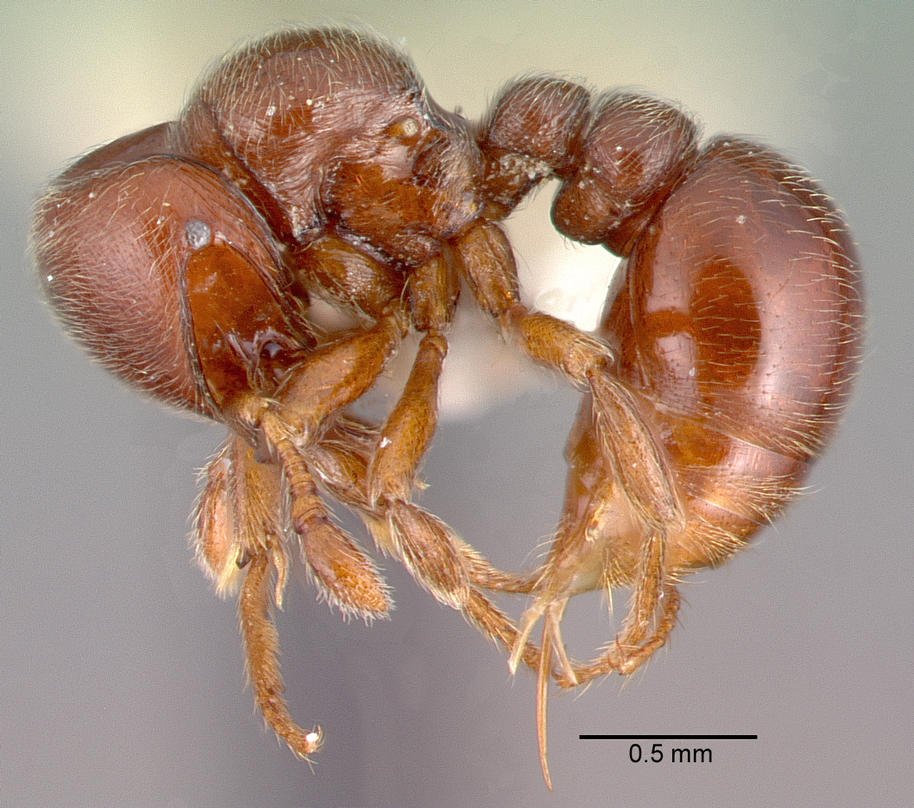
Tatuidris tatusia
(Agroecomyrmecinae)

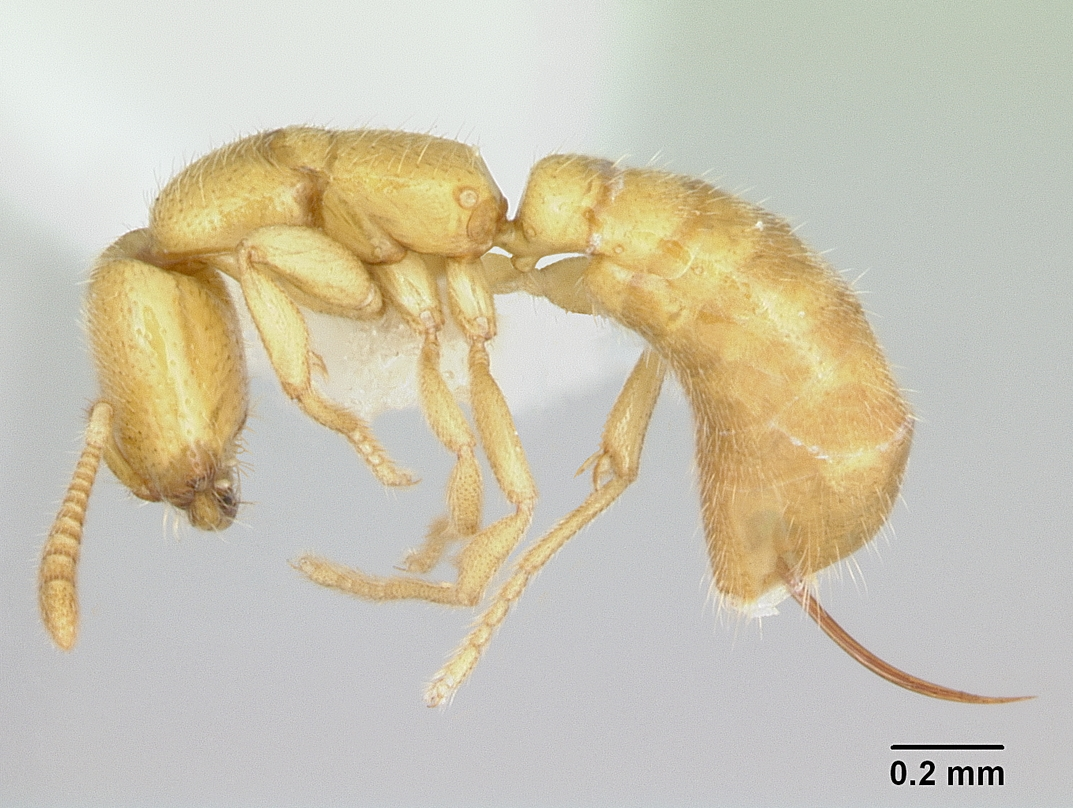
Adetomyrma venatrix
(Amblyoponinae)

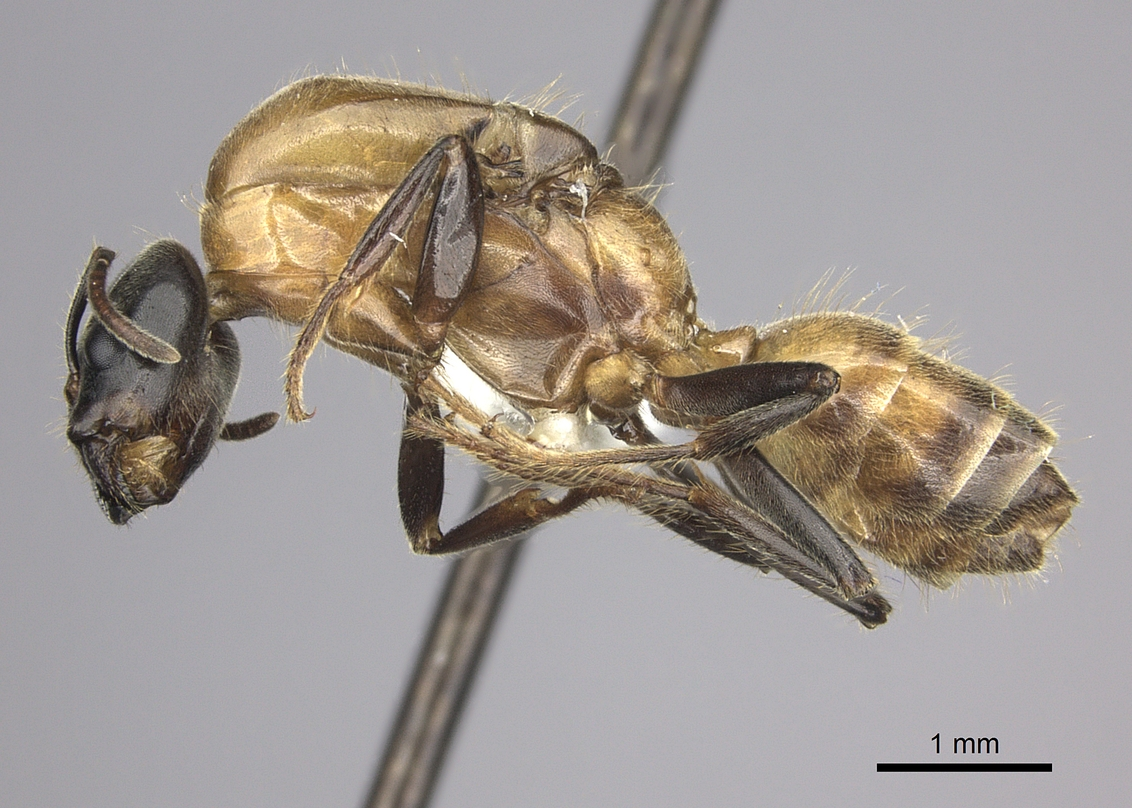
Azteca muelleri
(Dolichoderinae)

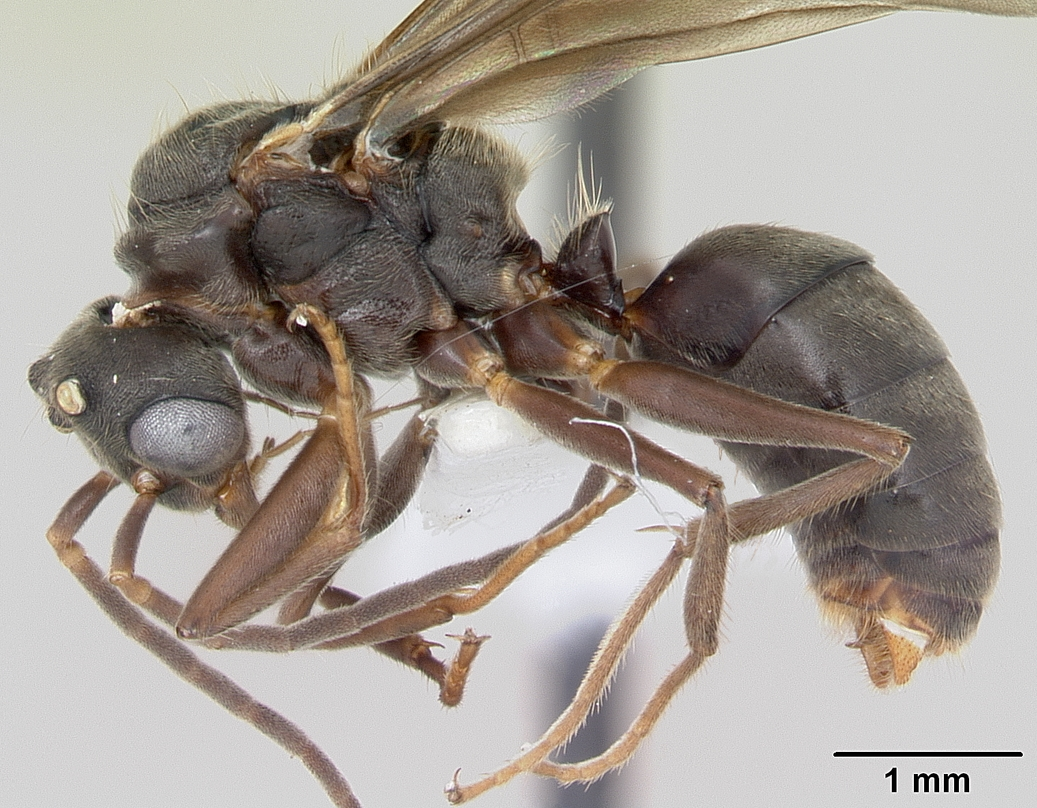
Dolichoderus bispinosus
(Dolichoderinae)

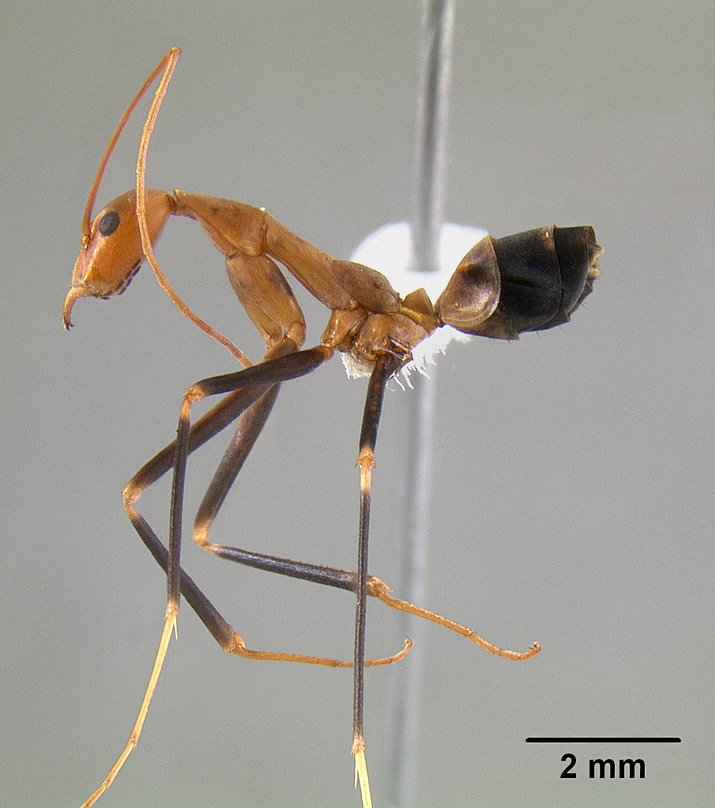
Leptomyrmex darlingtoni
(Dolichoderinae)

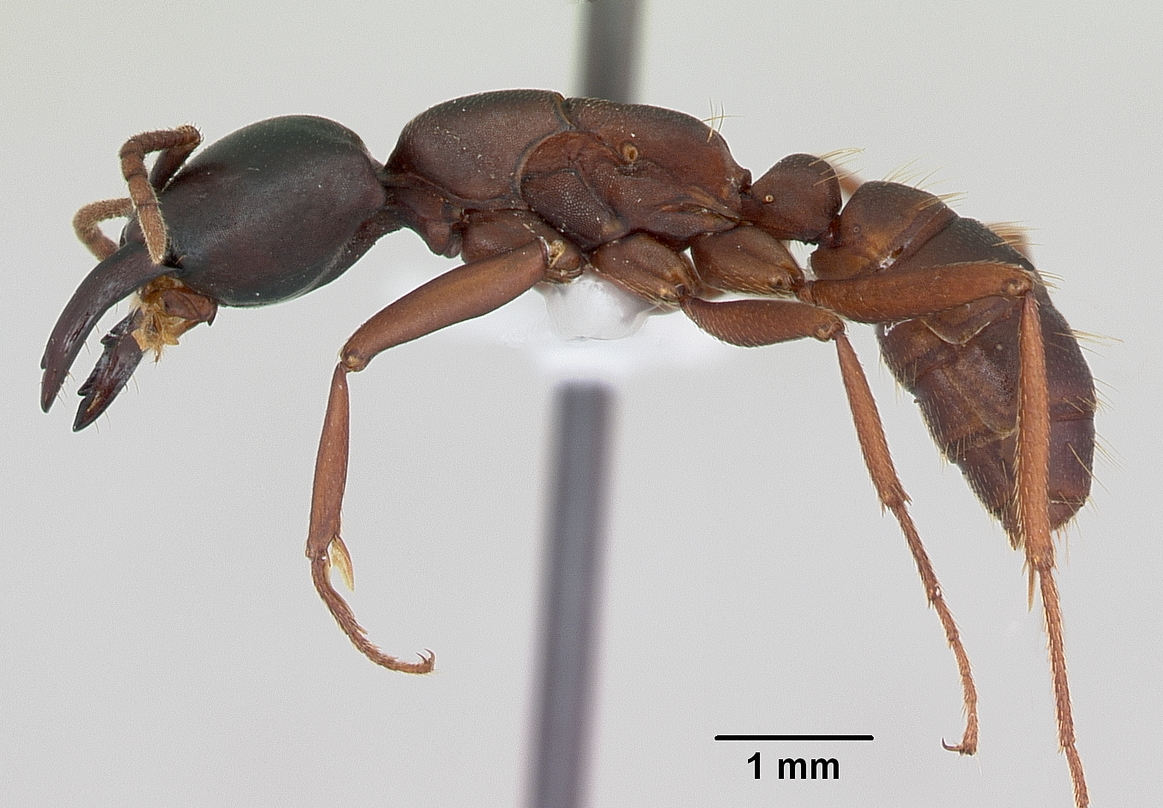
Dorylus emeryi
(Dorylinae)

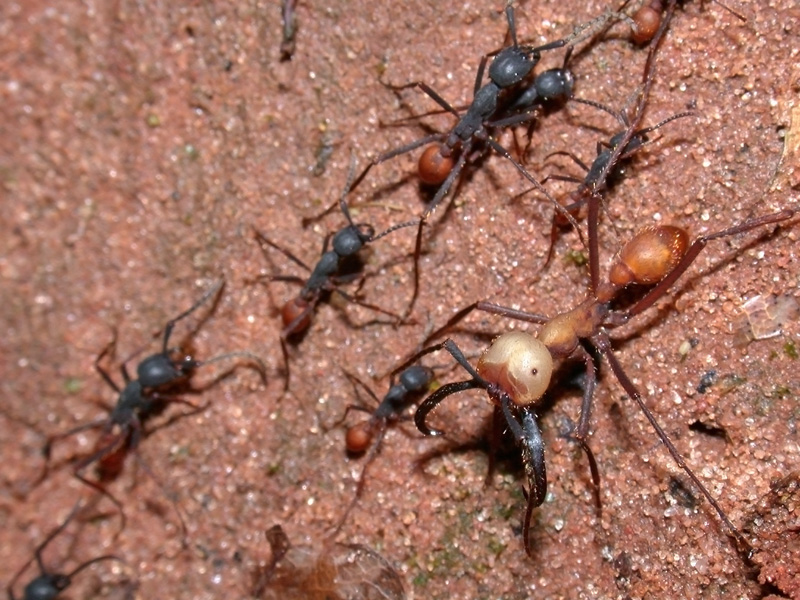
Eciton burchellii
(Dorylinae)

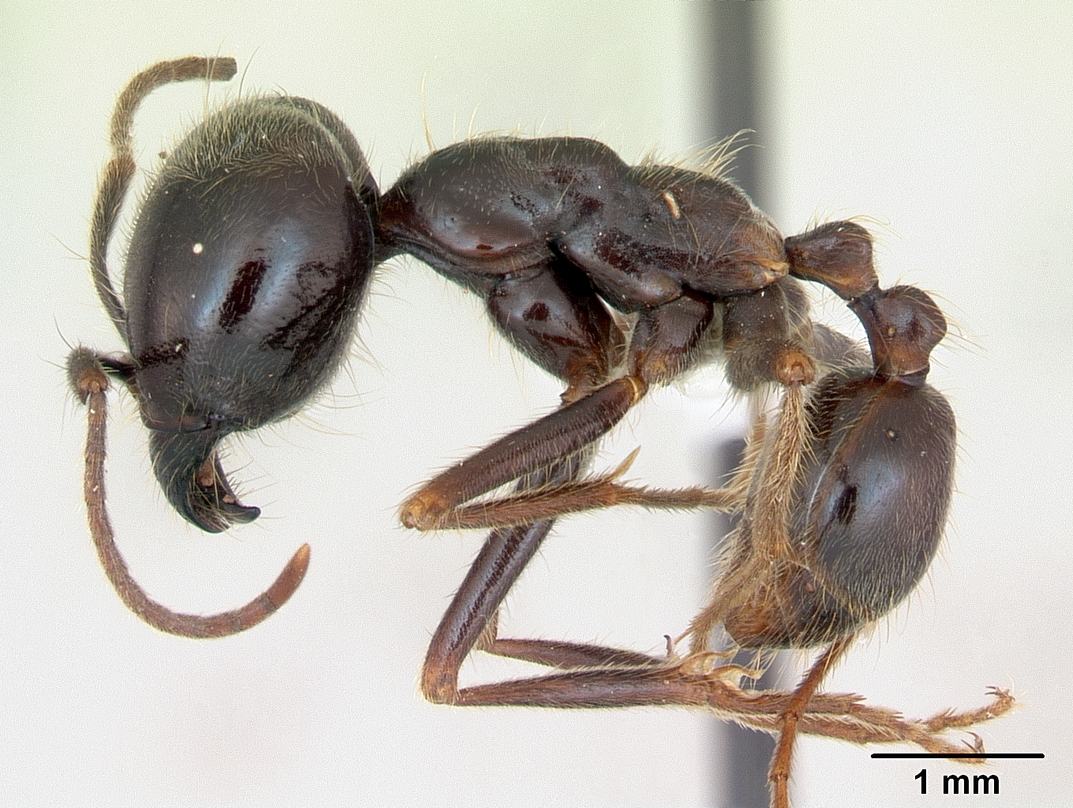
Labidus praedator
(Dorylinae)

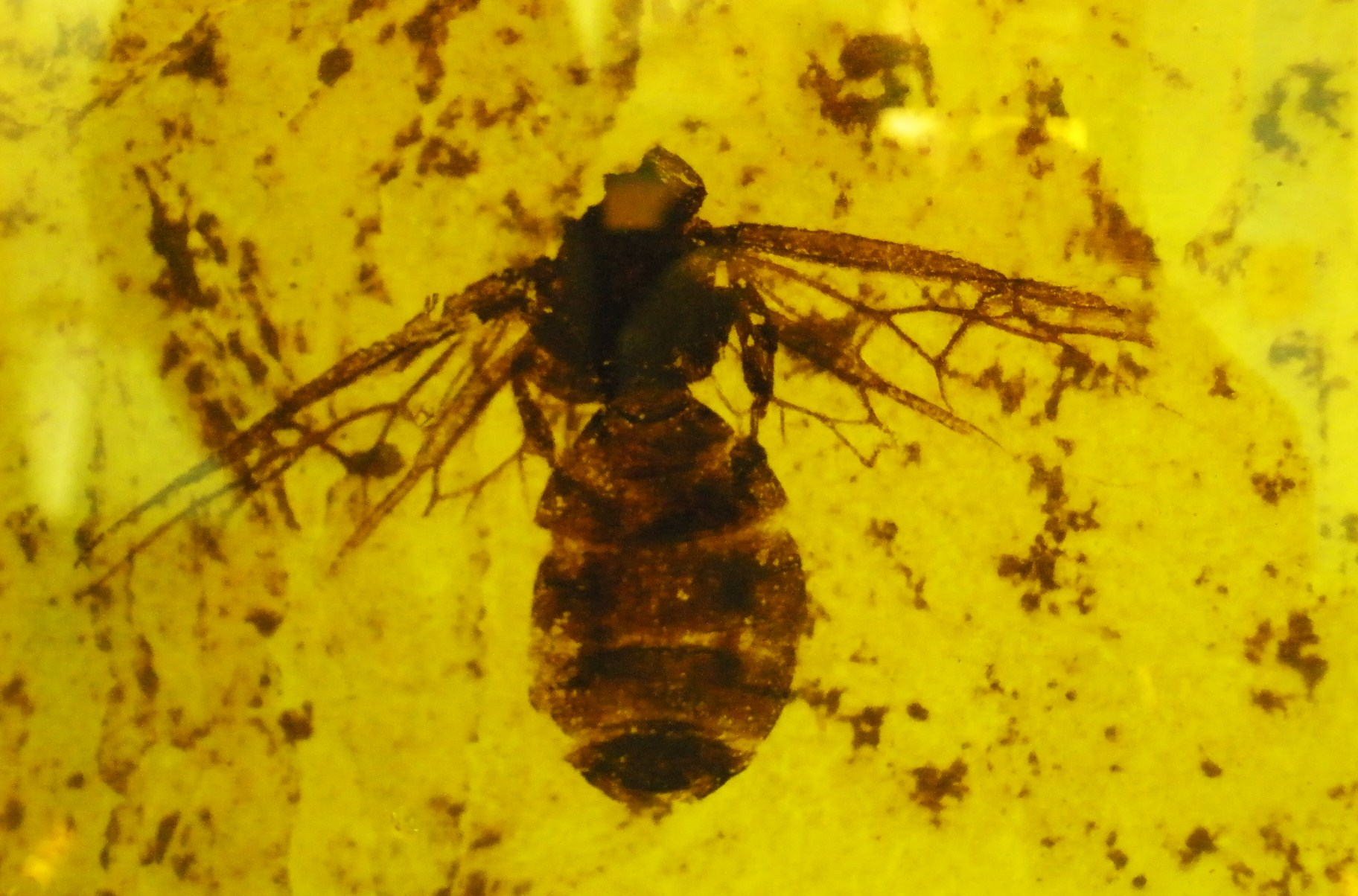
Titanomyrma gigantea
(Formiciinae)

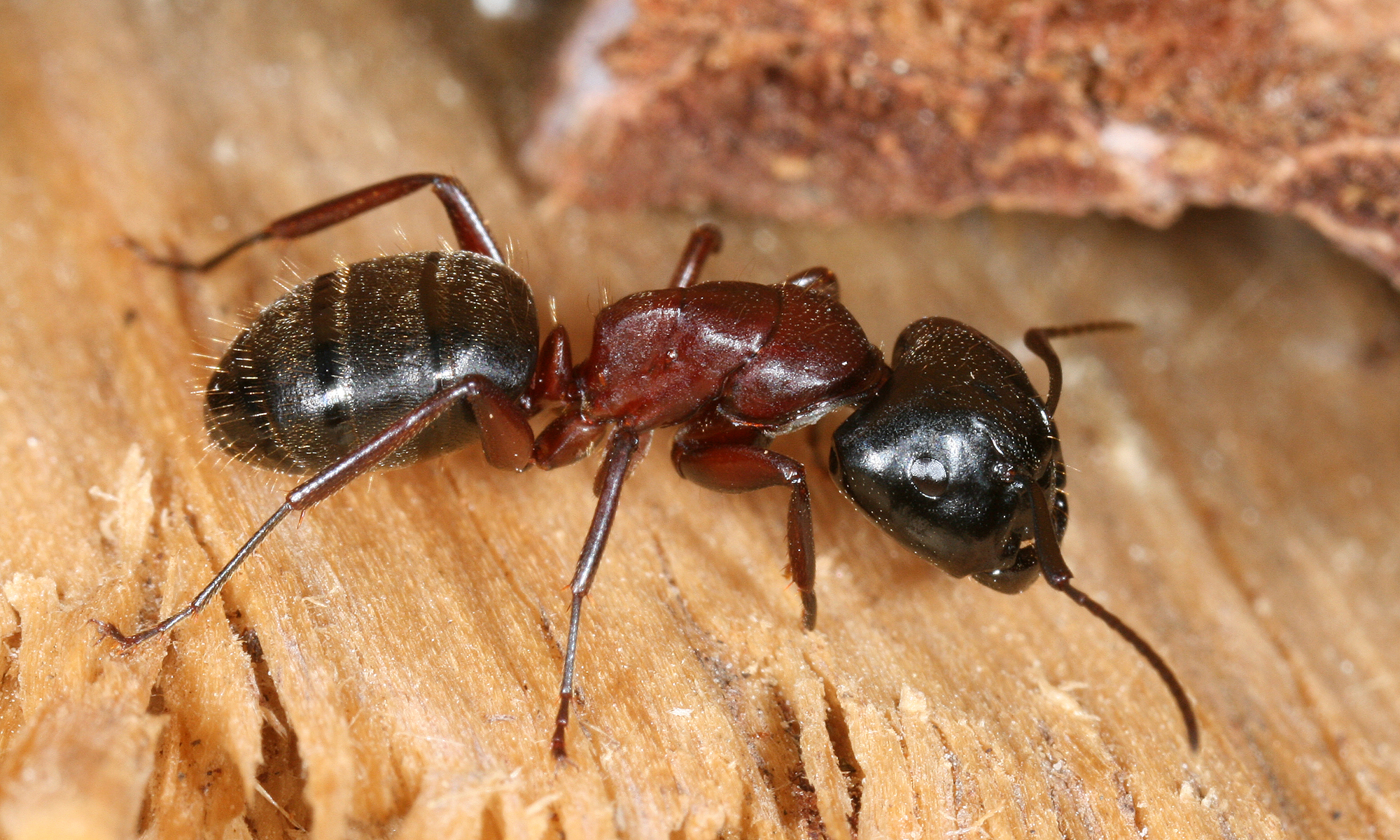
Camponotus ligniperda
(Formicinae)

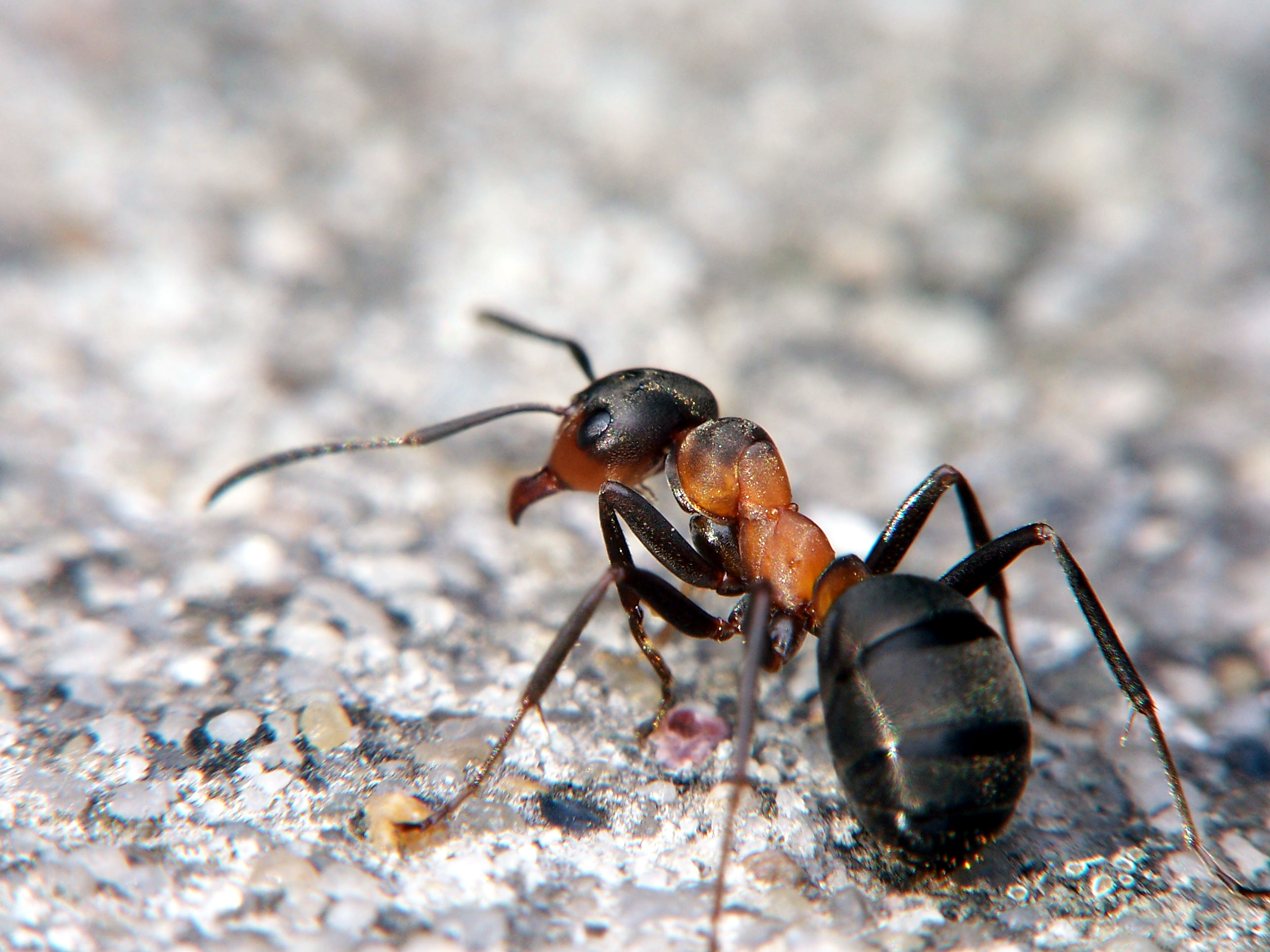
Formica rufa
(Formicinae)

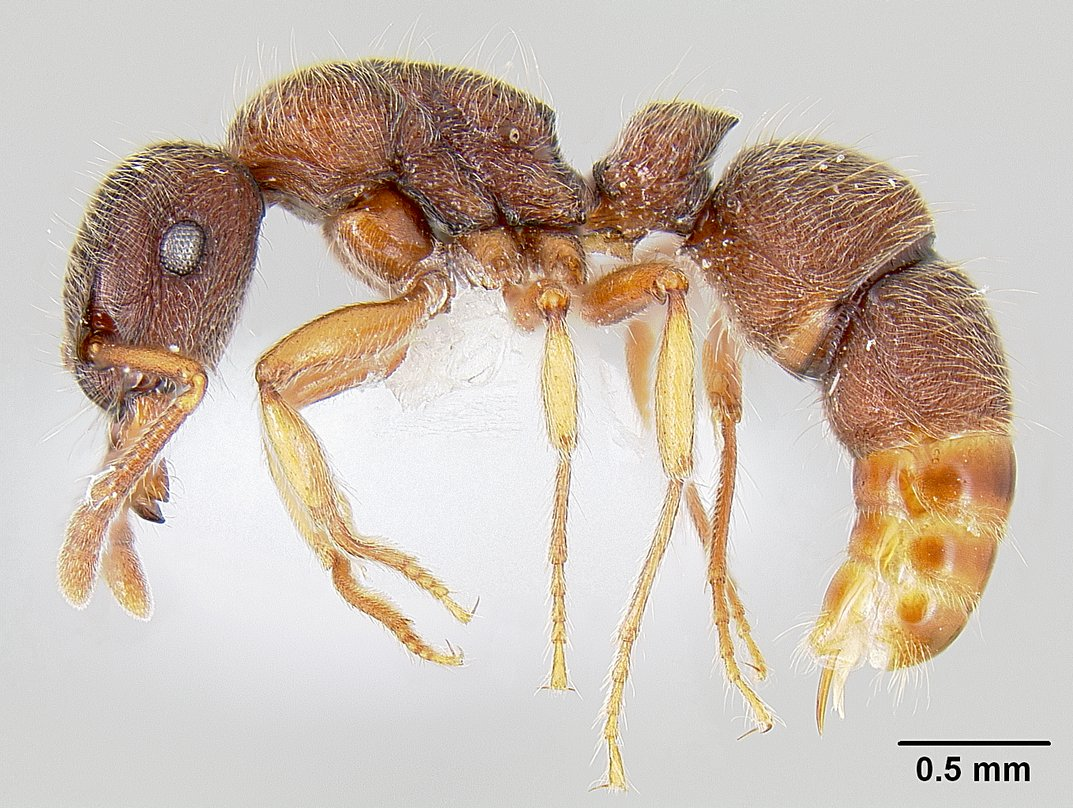
Heteroponera panamensis
(Heteroponerinae)

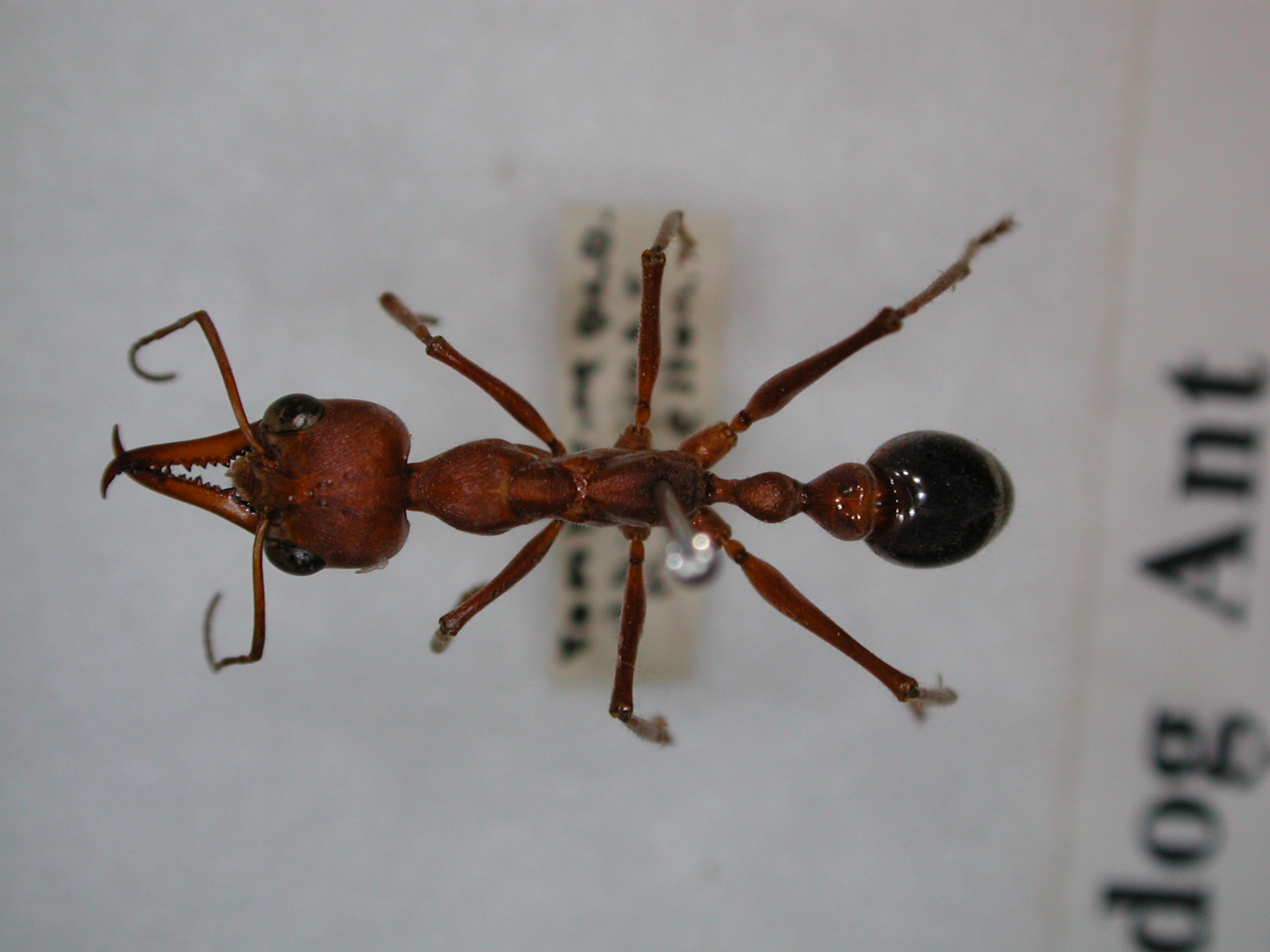
Myrmecia brevinoda
(Myrmeciinae)

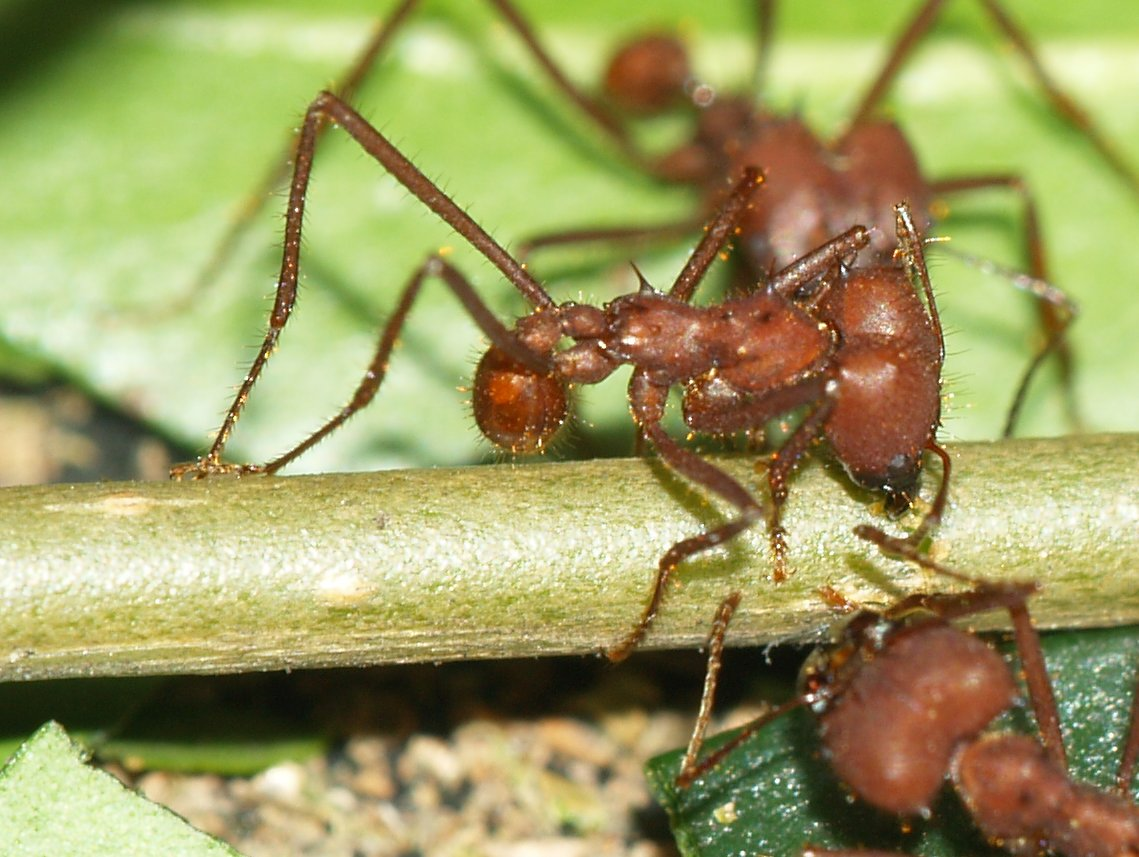
Atta cephalotes
(Myrmicinae)

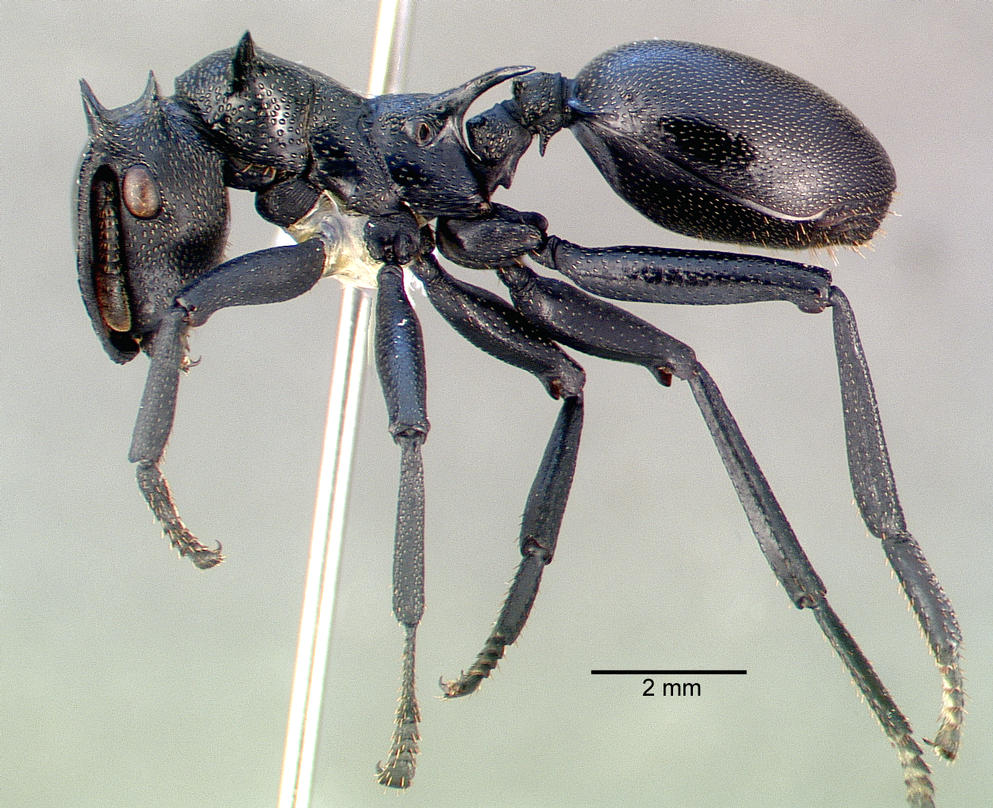
Cephalotes atratus
(Myrmicinae)

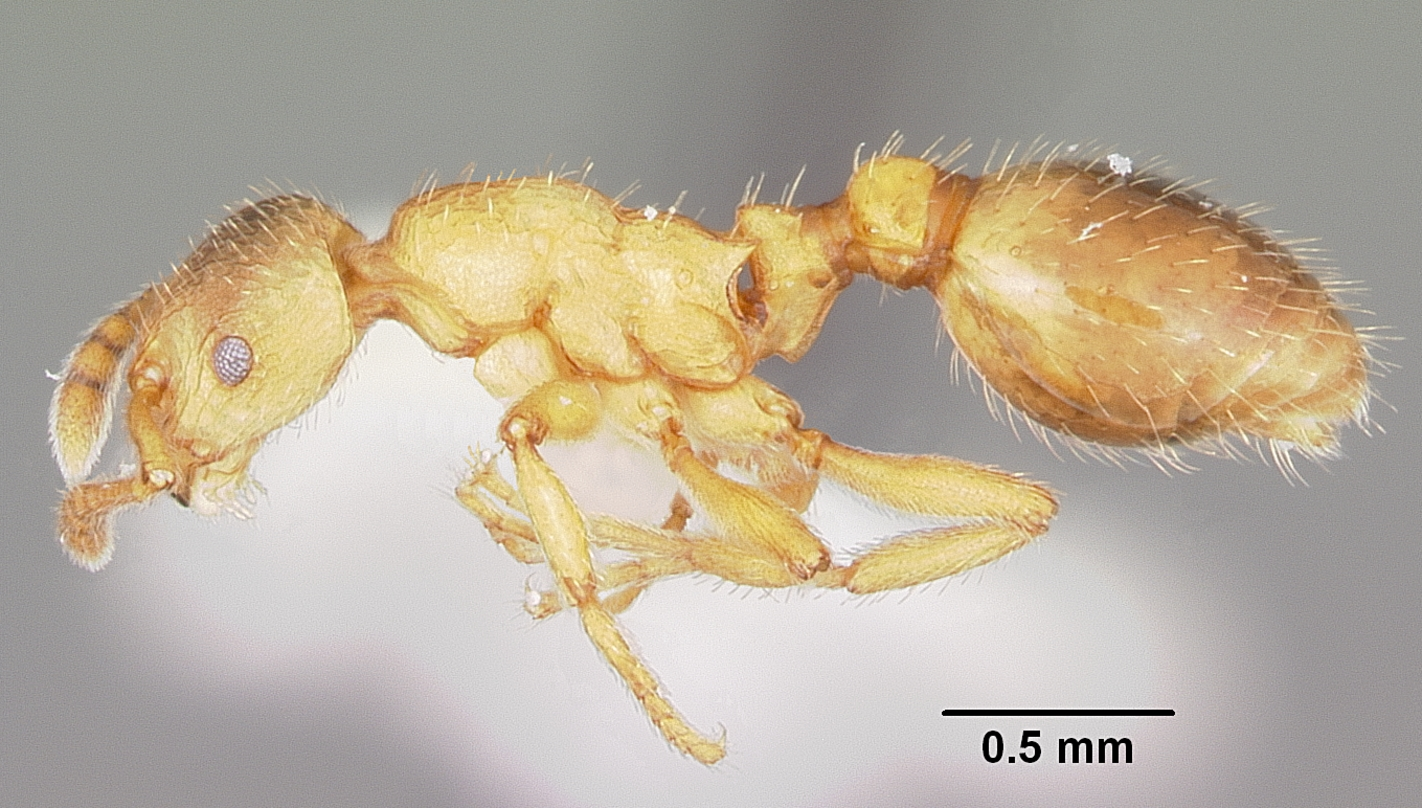
Formicoxenus provancheri
(Myrmicinae)

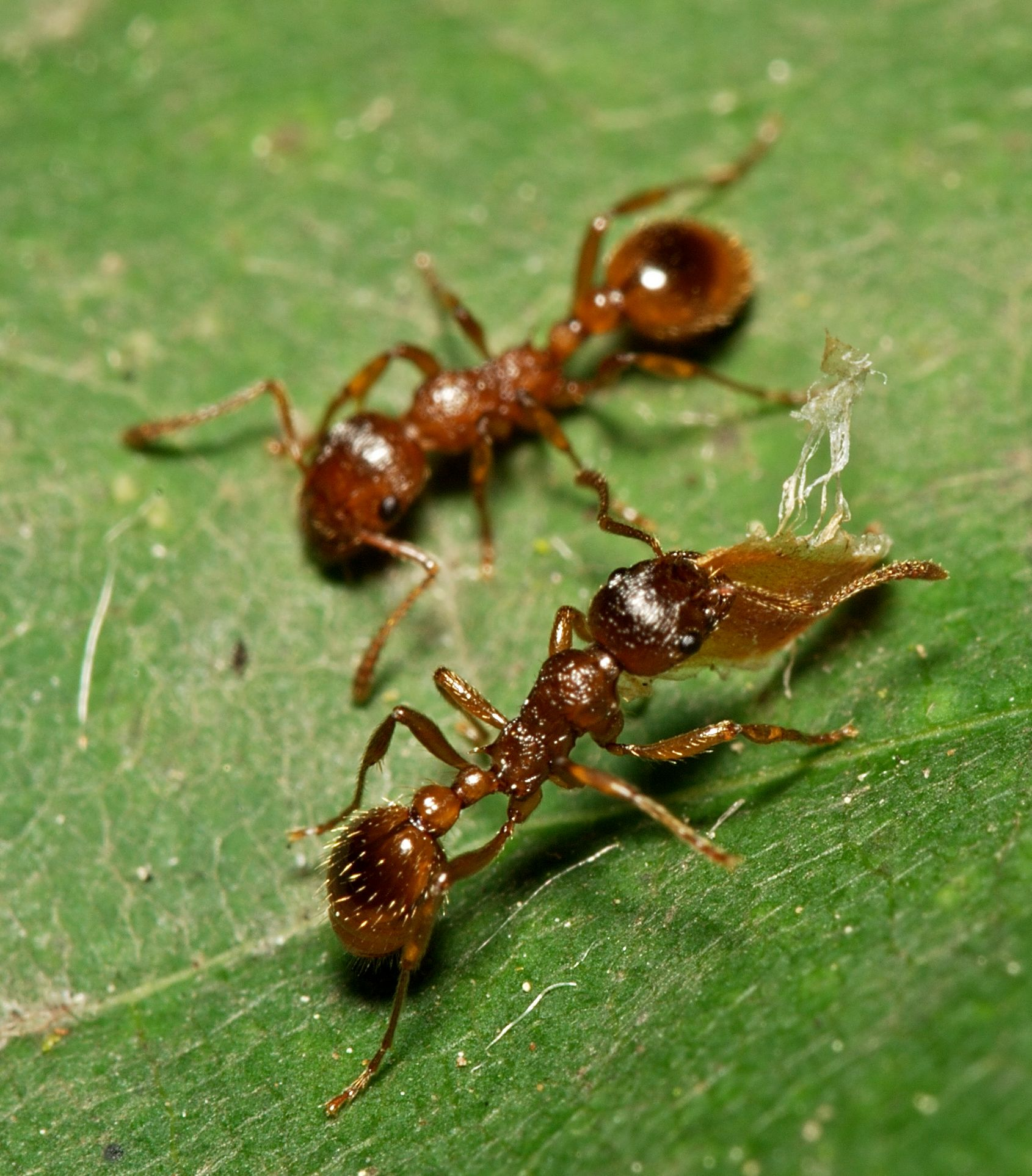
Myrmica sp.
(Myrmicinae)

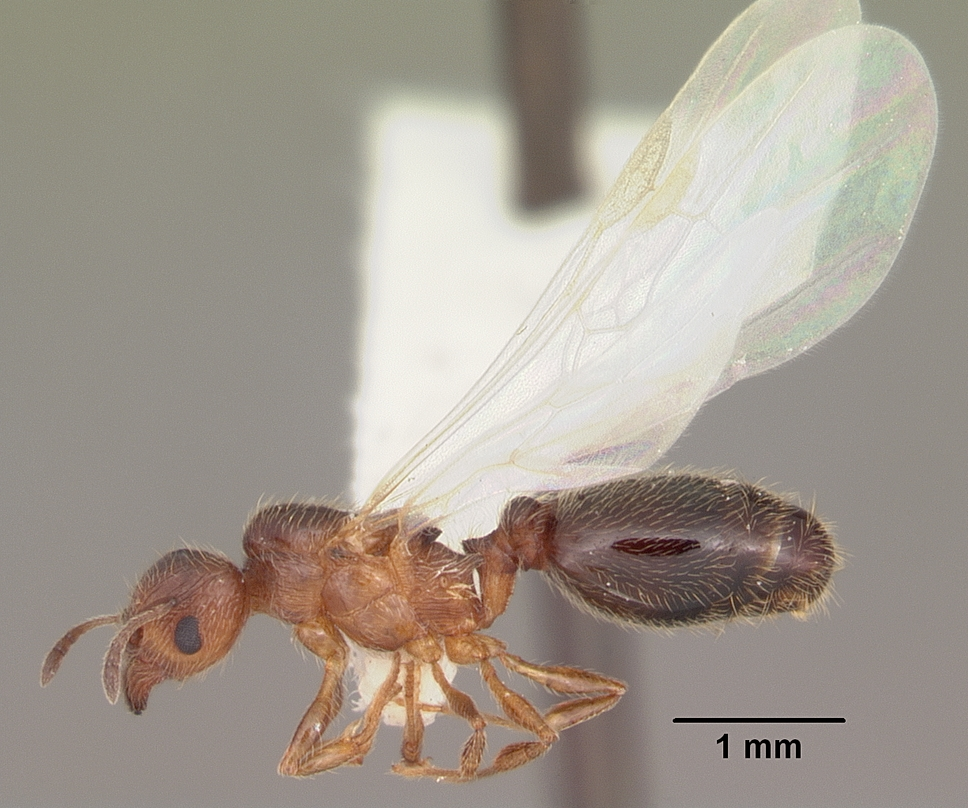
Pheidole adrianoi
(Myrmicinae)

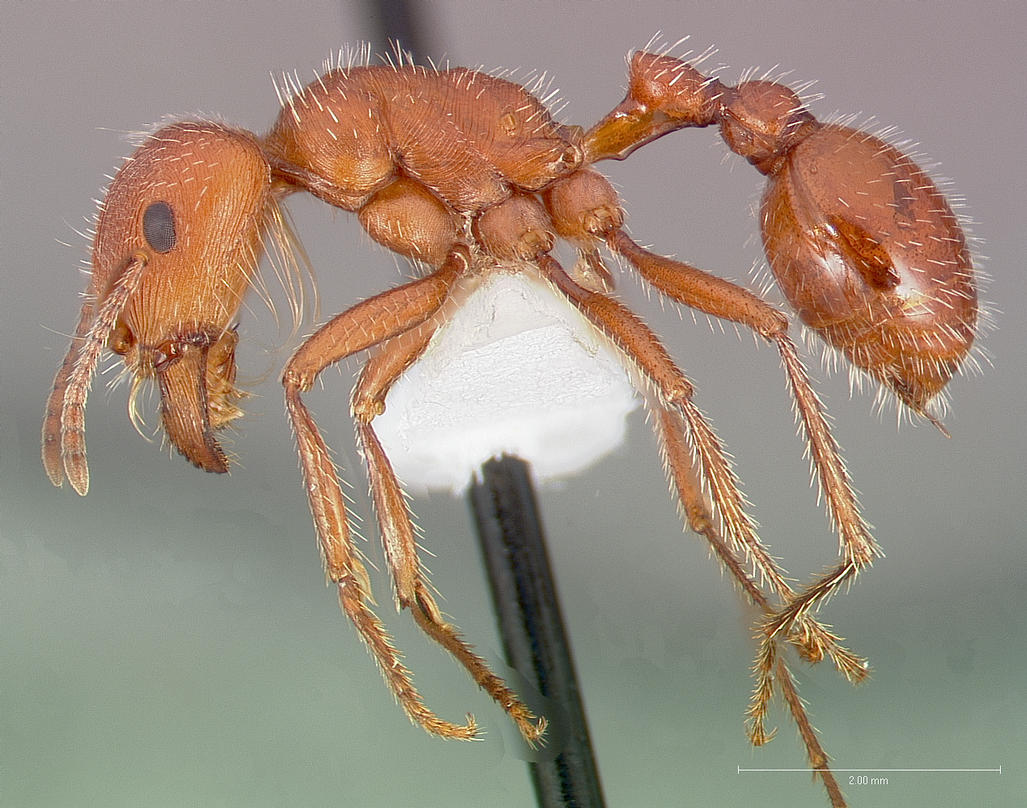
Pogonomyrmex maricopa
(Myrmicinae)

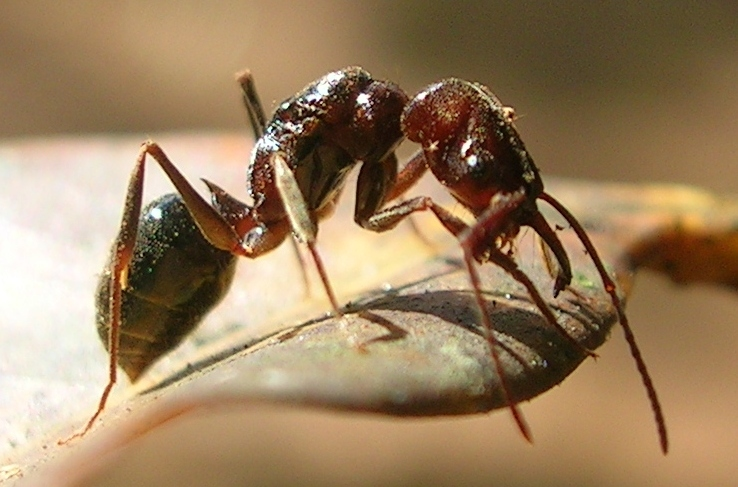
Odontomachus sp.
Ponerinae

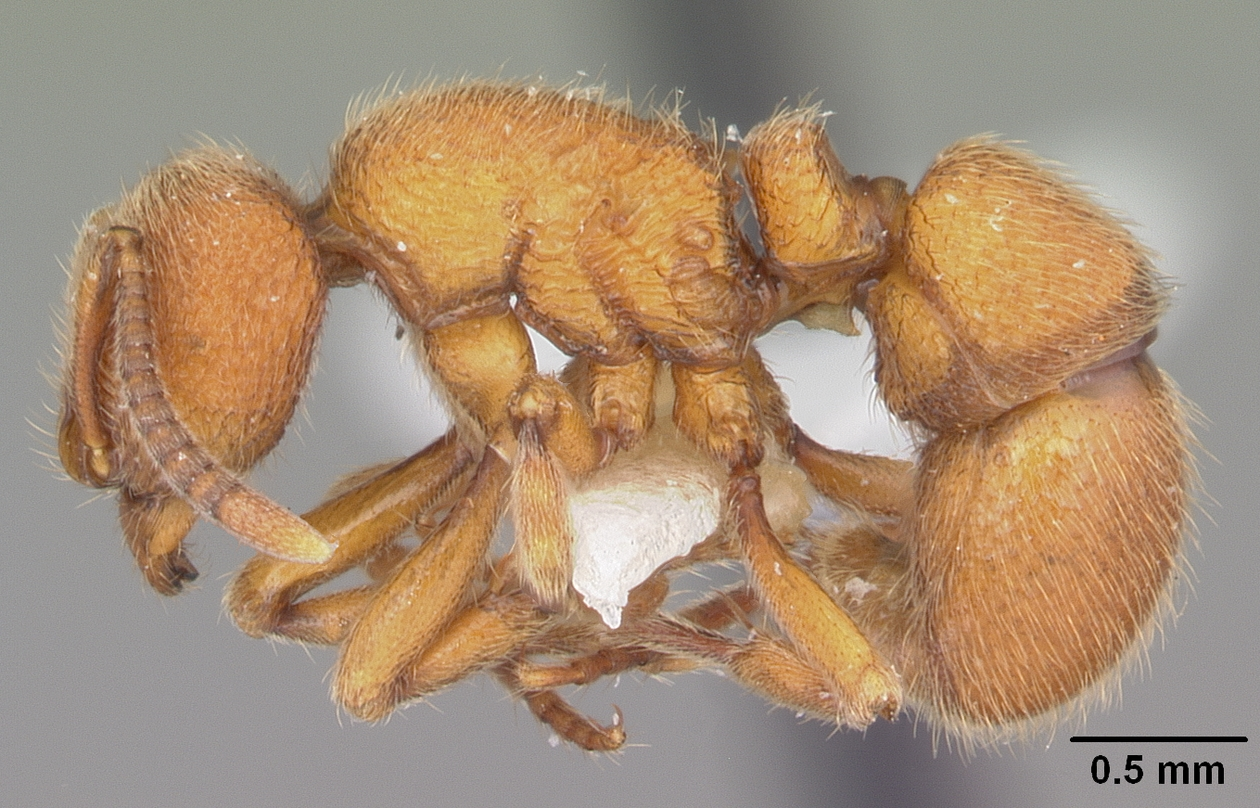
Proceratium croceum
(Proceratiinae)

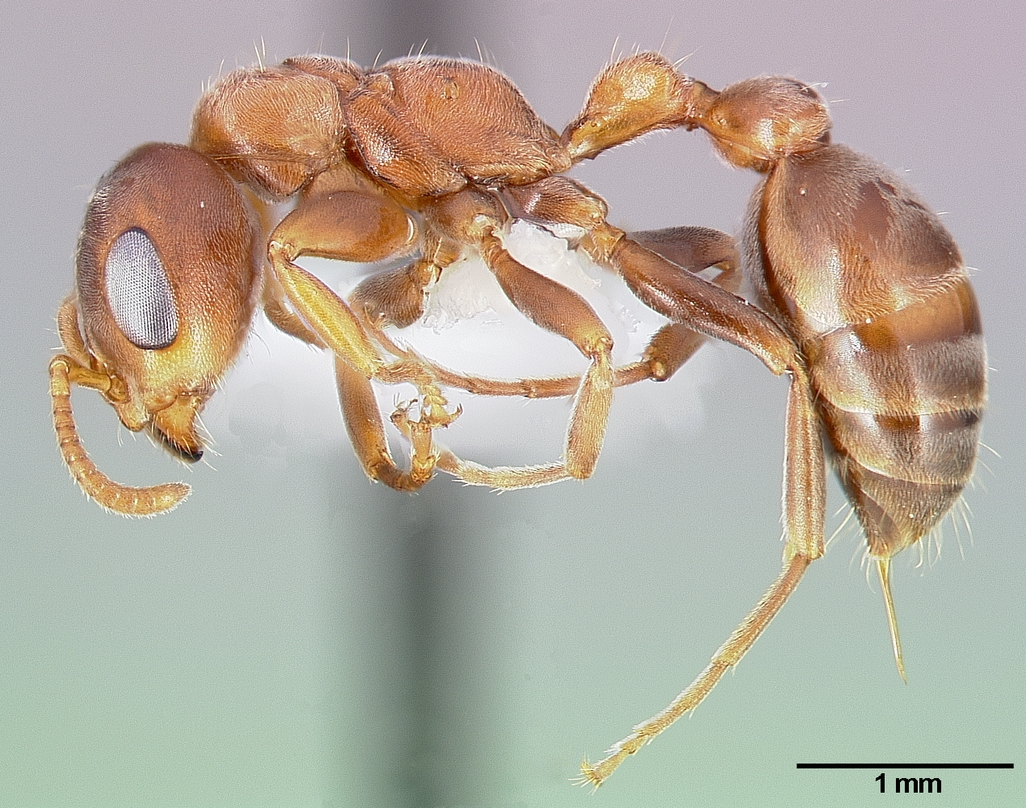
Pseudomyrmex ferrugineus
(Pseudomyrmecinae)

Esistono oltre 16.000 specie di formiche, classificate in 472 generi e 20 sottofamiglie, di cui 3 estinte.
Sottofamiglia Agroecomyrmecinae
- Agroecomyrmex Wheeler, 1910 †
- Ankylomyrma Bolton, 1973
- Eulithomyrmex Carpenter, 1935 †
- Tatuidris Brown & Kempf, 1968

Sottofamiglia Amblyoponinae
- Adetomyrma Ward, 1994
- Amblyopone Erichson, 1842
- Casaleia Pagliano & Scaramozzino, 1990 †
- Fulakora Mann, 1919
- Myopopone Roger, 1861
- Mystrium Roger, 1862
- Onychomyrmex Emery, 1895
- Prionopelta Mayr, 1866
- Stigmatomma Roger, 1859
- Xymmer Santschi, 1914

Sottofamiglia Aneuretinae
- Aneuretellus Dlussky, 1988 †
- Aneuretus Emery, 1893
- Britaneuretus Dlussky & Perfilieva, 2014 †
- Burmomyrma Dlussky, 1996 †
- Cananeuretus Engel & Grimaldi, 2005 †
- Mianeuretus Carpenter, 1930 †
- Napakimyrma LaPolla & Barden, 2018 †
- Paraneuretus Wheeler, 1912 †
- Protaneuretus Wheeler, 1915 †
- Pityomyrmex Wheeler, 1915 †

Sottofamiglia Apomyrminae
- Apomyrma Brown et al., 1971

† Sottofamiglia Brownimeciinae
- Brownimecia Grimaldi, Agosti & Carpenter, 1997 †

Sottofamiglia Dolichoderinae
- Alloiomma Zhang, 1989 †
- Anillidris Santschi, 1936
- Anonychomyrma Donisthorpe, 1947
- Aptinoma Fisher, 2009
- Arnoldius Dubovikov, 2005
- Asymphylomyrmex Wheeler, 1915 †
- Axinidris Weber, 1941
- Azteca Forel, 1878
- Bothriomyrmex Emery, 1869
- Chronomyrmex McKellar et al., 2013 †
- Chronoxenus Santschi, 1919
- Ctenobethylus Brues, 1939 †
- Doleromyrma Forel, 1907
- Dolichoderus Lund, 1831
- Dorymyrmex Mayr, 1866
- Ecphorella Forel, 1909
- Elaeomyrmex Carpenter, 1930 †
- Elaphrodites Zhang, 1989 †
- Eldermyrmex Heterick & Shattuck, 2011 †
- Emplastus Donisthorpe, 1920 †
- Eotapinoma Dlussky, 1988 †
- Eurymyrmex Zhang et al., 1994 †
- Forelius Emery, 1888
- Froggattella Forel, 1902
- Gracilidris Wild & Cuezzo, 2006
- Iridomyrmex Mayr, 1862
- Kotshkorkia Dlussky, 1981 †
- Ktunaxia LaPolla & Greenwalt, 2015 †
- Leptomyrmex Mayr, 1862
- Leptomyrmula Emery, 1913 †
- Linepithema Mayr, 1866
- Liometopum Mayr, 1861
- Loweriella Shattuck, 1992
- Miomyrmex Carpenter, 1930 †
- Nebothriomyrmex Dubovikov, 2004
- Ochetellus Shattuck, 1992
- Papyrius Shattuck, 1992
- Petraeomyrmex Carpenter, 1930 †
- Philidris Shattuck, 1992
- Proiridomyrmex Dlussky & Rasnitsyn, 2003 †
- Protazteca Carpenter, 1930 †
- Ravavy Fisher, 2009
- Tapinoma Foerster, 1850
- Technomyrmex Mayr, 1872
- Turneria Forel, 1895
- Usomyrma Dlussky et al., 2014 †
- Yantaromyrmex Dlussky & Dubovikoff, 2013 †
- Zherichinius Dlussky, 1988 †

Sottofamiglia Dorylinae
- Acanthostichus Mayr, 1887
- Aenictogiton Emery, 1901
- Aenictus Shuckard, 1840
- Cerapachys Smith, 1857
- Cheliomyrmex Mayr, 1870
- Chrysapace Crawley, 1924
- Cylindromyrmex Mayr, 1870
- Dorylus Fabricius, 1793
- Eburopone Borowiec, 2016
- Eciton Latreille, 1804
- Eusphinctus Emery, 1893
- Labidus Jurine, 1807
- Leptanilloides Mann, 1923
- Lioponera Mayr, 1879
- Lividopone Bolton & Fisher, 2016
- Neivamyrmex Borgmeier, 1940
- Neocerapachys Borowiec, 2016
- Nomamyrmex Borgmeier, 1936
- Ooceraea Roger, 1862
- Parasyscia Emery, 1882
- Simopone Forel, 1891
- Sphinctomyrmex Mayr, 1866
- Syscia Roger, 1861
- Tanipone Bolton & Fisher, 2012
- Vicinopone Bolton & Fisher, 2012
- Yunodorylus Xu, 2000
- Zasphinctus Wheeler, 1918

Sottofamiglia Ectatomminae
- Ectatomma F. Smith, 1858
- Gnamptogenys Roger, 1863
- Rhytidoponera Mayr, 1862
- Typhlomyrmex Mayr, 1862

† Sottofamiglia Formiciinae
- Formicium †
- Titanomyrma Archibald et al., 2011 †

Sottofamiglia Formicinae
- Acropyga Roger, 1862
- Agraulomyrmex Prins, 1983
- Alloformica Dlussky, 1969
- Anoplolepis Santschi, 1914
- Aphomomyrmex Emery, 1899
- Attopsis Heer, 1850 †
- Bajcaridris Agosti, 1994
- Brachymyrmex Mayr, 1868
- Bregmatomyrma W.M. Wheeler, 1929
- Calomyrmex Emery, 1895
- Camponotites Steinbach, 1967 †
- Camponotus Mayr, 1861
- Cataglyphis Foerster, 1850
- Cataglyphoides Dlussky, 2008 †
- Chimaeromyrma Dlussky, 1988 †
- Cladomyrma W.M. Wheeler, 1920
- Colobopsis Mayr, 1861
- Conoformica Dlussky, 2008 †
- Curtipalpulus Hong, 2002 †
- Dinomyrmex Ashmead, 1905
- Drymomyrmex Wheeler, 1915 †
- Echinopla F. Smith, 1857
- Eoleptocerites Hong, 2002 †
- Euprenolepis Emery, 1906
- Eurytarsites Hong, 2002 †
- Formica Linnaeus, 1758
- Fushuniformica Hong, 2002 †
- Gesomyrmex Mayr, 1868
- Gigantiops Roger, 1863
- Glaphyromyrmex Wheeler, 1915 †
- Heeridris Dlussky & Putyatina, 2014 †
- Huaxiaformica Hong, 2002 †
- Iberoformica Tinaut, 1990
- Imhoffia Heer, 1850 †
- Kyromyrma Grimaldi & Agosti, 2000 †
- Lasiophanes Emery, 1895
- Lasius Fabricius, 1804
- Lepisiota Santschi, 1926
- Leptogasteritus Hong, 2002 †
- Leucotaphus Donisthorpe, 1920 †
- Liaoformica Hong, 2002 †
- Longiformica Hong, 2002 †
- Magnogasterites Hong, 2002 †
- Melophorus Lubbock, 1883
- Myrmecocystus Wesmael, 1838
- Myrmecorhynchus André, 1896
- Myrmelachista Roger, 1863
- Myrmoteras Forel, 1893
- Notoncus Emery, 1895
- Notostigma Emery, 1920
- Nylanderia Emery, 1906
- Oecophylla F. Smith, 1860
- Opisthopsis Dalla Torre, 1893
- Orbicapitia Hong, 2002 †
- Ovalicapito Hong, 2002 †
- Ovaligastrula Hong, 2002 †
- Overbeckia Viehmeyer, 1916
- Paraparatrechina Donisthorpe, 1947
- Paratrechina Motschoulsky, 1863
- Petalomyrmex R.R. Snelling, 1979
- Plagiolepis Mayr, 1861
- Polyergus Latreille, 1804
- Polyrhachis F. Smith, 1857
- Prenolepis Mayr, 1861
- Prodimorphomyrmex Wheeler, 1915 †
- Proformica Ruzsky, 1902
- Prolasius Forel, 1892
- Protoformica Dlussky, 1967 †
- Protrechina Wilson, 1985 †
- Pseudocamponotus Carpenter, 1930 †
- Pseudolasius Emery, 1887
- Pseudonotoncus Clark, 1934
- Rossomyrmex Arnoldi, 1928
- Santschiella Forel, 1916
- Sicilomyrmex Wheeler, 1915 †
- Sinoformica Hong, 2002 †
- Sinotenuicapito Hong, 2002 †
- Stigmacros Forel, 1905
- Tapinolepis Emery, 1925
- Teratomyrmex McAreavey, 1957
- Wilsonia Hong, 2002 †
- Zatania LaPollaet. al, 2012

Sottofamiglia Heteroponerinae
- Acanthoponera Mayr, 1862
- Aulacopone Arnol'di, 1930
- Heteroponera Mayr, 1887

Sottofamiglia Leptanillinae
- Anomalomyrma Bolton, 1990
- Leptanilla Emery, 1870
- Noonilla Petersen, 1968
- Opamyrma Yamane et al., 2008
- Phaulomyrma Wheeler & Wheeler, 1930
- Protanilla Taylor, 1990
- Scyphodon Brues, 1925
- Yavnella Kugler, 1987

Sottofamiglia Martialinae
- Martialis Rabeling & Verhaagh, 2008

Sottofamiglia Myrmeciinae
- Myrmecia Fabricius, 1804
- Nothomyrmecia Clark, 1934
- Archimyrmex Cockerell, 1923 †
- Avitomyrmex Archibald et al., 2006 †
- Macabeemyrma Archibald et al., 2006 †
- Prionomyrmex Mayr, 1868 †
- Propalosoma Dlussky & Rasnitsyn, 1999 †
- Ypresiomyrma Archibald et al., 2006 †

Sottofamiglia Myrmicinae
- Acanthognathus Mayr, 1887
- Acanthomyrmex Emery, 1893
- Acromyrmex Mayr, 1865
- Adelomyrmex Emery, 1897
- Adlerzia Forel, 1902
- Afromyrma Dlussky et al., 2004 †
- Agastomyrma Dlussky et al., 2015 †
- Allomerus Mayr, 1878
- Ancyridris Wheeler, 1935
- Anillomyrma Emery, 1913
- Aphaenogaster Mayr, 1853
- Apterostigma Mayr, 1865
- Aretidris General, 2015
- Atopomyrmex André, 1889
- Atta Fabricius, 1804
- Attaichnus Laza, 1982 †
- Austromorium Shattuck, 2009
- Baracidris Bolton, 1981
- Bariamyrma Lattke, 1990
- Basiceros W.A. Schulz, 1906
- Biamomyrma Dlussky et al., 2015 †
- Bilobomyrma Radchenko & Dlussky, 2013 †
- Blepharidatta Wheeler, 1915
- Boltonidris Radchenko & Dlussky, 2012 †
- Bondroitia Forel, 1911
- Brachytarsites Hong, 2002 †
- Calyptomyrmex Emery, 1887
- Cardiocondyla Emery, 1869
- Carebara Westwood, 1840
- Cataulacus F. Smith, 1853
- Cephalomyrmex Carpenter, 1930 †
- Cephalotes Latreille, 1802
- Chimaeridris Wilson, 1989
- Clavipetiola Hong, 2002 †
- Colobostruma Wheeler, 1927
- Crematogaster Lund, 1831
- Cryptomyrmex Fernández, 2004
- Cyatta Sosa-Calvo et al., 2013
- Cyphoidris Fernández, 2004
- Cyphomyrmex Mayr, 1862
- Dacatria Rigato, 1994
- Dacetinops Brown & Wilson, 1957
- Daceton Perty, 1833
- Diaphoromyrma Fernández et al., 2009
- Dicroaspis Emery, 1908
- Dilobocondyla Santschi, 1910
- Diplomorium Mayr, 1901
- Dolopomyrmex Cover & Deyrup, 2007
- Electromyrmex Wheeler, 1910 †
- Enneamerus Mayr, 1868 †
- Eocenidris Wilson, 1985 †
- Eocenomyrma Dlussky & Radchenko, 2006 †
- Eomyrmex Hong, 1974 †
- Epelysidris Bolton, 1987
- Epopostruma Forel, 1895
- Erromyrma Bolton & Fisher, 2016
- Eurhopalothrix Brown & Kempf, 1961
- Eutetramorium Emery, 1899
- Fallomyrma Dlussky & Radchenko, 2006 †
- Formicoxenus Mayr, 1855
- Formosimyrma Terayama, 2009
- Fushunomyrmex Hong, 2002 †
- Gaoligongidris Xu, 2012
- Gauromyrmex Menozzi, 1933
- Goniomma Emery, 1895
- Harpagoxenus Forel, 1893
- Huberia Forel, 1890
- Hylomyrma Forel, 1912
- Hypopomyrmex Emery, 1891
- Ilemomyrmex Wilson, 1985 †
- Indomyrma Brown, 1986
- Ishakidris Bolton, 1984
- Kalathomyrmex Klingenberg & Brandão, 2009
- Kartidris Bolton, 1991
- Kempfidris Fernández et al., 2014
- Lachnomyrmex Wheeler, 1910
- Lasiomyrma Terayama & Yamane, 2000
- Lenomyrmex Fernández & Palacio, 1999
- Leptothorax Mayr, 1855
- Liomyrmex Mayr, 1865
- Lonchomyrmex Mayr, 1867 †
- Lophomyrmex Emery, 1892
- Lordomyrma Emery, 1897
- Malagidris Bolton & Fisher, 2014
- Manica Jurine, 1807
- Mayriella Forel, 1902
- Megalomyrmex Forel, 1885
- Melissotarsus Emery, 1877
- Meranoplus F. Smith, 1853
- Mesostruma Brown, 1948
- Messor Forel, 1890
- Metapone Forel, 1911
- Microdaceton Santschi, 1913
- Miosolenopsis Zhang, 1989 †
- Monomorium Mayr, 1855
- Mycetagroicus Brandão & Mayhé-Nunes, 2001
- Mycetarotes Emery, 1913
- Mycetophylax Emery, 1913
- Mycetosoritis Wheeler, 1907
- Mycocepurus Forel, 1893
- Myrmecina Curtis, 1829
- Myrmecites Dlussky & Rasnitsyn, 2003 †
- Myrmica Latreille, 1804
- Myrmicaria W.W. Saunders, 1842
- Myrmicocrypta F. Smith, 1860
- Nesomyrmex Wheeler, 1910
- Novomessor Emery, 1915
- Ochetomyrmex Mayr, 1878
- Octostruma Forel, 1912
- Ocymyrmex Emery, 1886
- Orbigastrula Hong, 2002 †
- Orectognathus F. Smith, 1853
- Oxyepoecus Santschi, 1926
- Oxyidris Wilson, 1985 †
- Oxyopomyrmex Andrè, 1881
- Parameranoplus Wheeler, 1915 †
- Paramycetophylax Kusnezov, 1956
- Paraphaenogaster Dlussky, 1981 †
- Paratopula Wheeler, 1919
- Patagonomyrmex Johnson & Moreau, 2016
- Perissomyrmex M.R. Smith, 1947
- Peronomyrmex Viehmeyer, 1922
- Phalacromyrmex Kempf, 1960
- Pheidole Westwood, 1839
- Pilotrochus Brown, 1978
- Plesiomyrmex Dlussky & Radchenko, 2009 †
- Podomyrma F. Smith, 1859
- Poecilomyrma Mann, 1921
- Pogonomyrmex Mayr, 1868
- Pristomyrmex Mayr, 1866
- Proatta Forel, 1912
- Procryptocerus Emery, 1887
- Proleptothorax Radchenko et al., 2018 †
- Propodilobus Branstetter, 2009
- Protalaridris Brown, 1980
- Protomyrmica Dlussky & Radchenko, 2009 †
- Pseudoatta Gallardo, 1916
- Quadrulicapito Hong, 2002 †
- Quineangulicapito Hong, 2002 †
- Recurvidris Bolton, 1992
- Rhopalomastix Forel, 1900
- Rhopalothrix Mayr, 1870
- Rhoptromyrmex Mayr, 1901
- Rogeria Emery, 1894
- Romblonella Wheeler, 1935
- Rostromyrmex Rosciszewski, 1994
- Rotastruma Bolton, 1991
- Royidris Bolton & Fisher, 2014
- Secostruma Bolton, 1988
- Sericomyrmex Mayr, 1865
- Sinomyrmex Hong, 2002 †
- Solenopsis Westwood, 1840
- Solenopsites Dlussky & Rasnitsyn, 2003 †
- Sphaerogasterites Hong, 2002 †
- Stegomyrmex Emery, 1912
- Stenamma Westwood, 1839
- Stereomyrmex Emery, 1901
- Stigmomyrmex Mayr, 1868 †
- Stiphromyrmex Wheeler, 1915 †
- Strongylognathus Mayr, 1853
- Strumigenys F. Smith, 1860
- Syllophopsis Santschi, 1915
- Talaridris Weber, 1941
- Temnothorax Mayr, 1861
- Terataner Emery, 1912
- Tetheamyrma Bolton, 1991
- Tetramorium Mayr, 1855
- Trachymyrmex Forel, 1893
- Tranopelta Mayr, 1866
- Trichomyrmex Mayr, 1865
- Tropidomyrmex Silva, Feitosa, et al., 2009
- Tyrannomyrmex Fernández, 2003
- Veromessor Forel, 1917
- Vitsika Bolton & Fisher, 2014
- Vollenhovia Mayr, 1865
- Vombisidris Bolton, 1991
- Wasmannia Forel, 1893
- Wumyrmex Hong, 2002 †
- Xenomyrmex Forel, 1885
- Xerolitor Sosa-Calvo et al., 2018
- Zhangidris Bolton, 2003 †

Sottofamiglia Paraponerinae
- Paraponera F. Smith, 1858

Sottofamiglia Ponerinae
- Afropone Dlussky et al., 2004 †
- Anochetus Mayr, 1861
- Archiponera Carpenter, 1930 †
- Asphinctopone Santschi, 1914
- Austroponera Schmidt & Shattuck, 2014
- Belonopelta Mayr, 1870
- Boloponera Fisher, 2006
- Bothroponera Mayr, 1862
- Brachyponera Emery, 1900
- Buniapone Schmidt & Shattuck, 2014
- Centromyrmex Mayr, 1866
- Cephalopone Dlussky & Wedmann, 2012 †
- Cryptopone Emery, 1893
- Cyrtopone Dlussky & Wedmann, 2012 †
- Diacamma Mayr, 1862
- Dinoponera Roger, 1861
- Dolioponera Brown, 1974
- Ectomomyrmex Mayr, 1867
- Emeryopone Forel, 1912
- Eogorgites Hong, 2002 †
- Eoponerites Hong, 2002 †
- Euponera Forel, 1891
- Feroponera Bolton & Fisher, 2008
- Fisheropone Schmidt & Shattuck, 2014
- Furcisutura Hong, 2002 †
- Hagensia Forel, 1901
- Harpegnathos Jerdon, 1851
- Hypoponera Santschi, 1938
- Iroponera Schmidt & Shattuck, 2014
- Leptogenys Roger, 1861
- Loboponera Bolton & Brown, 2002
- Longicapitia Hong, 2002 †
- Mayaponera Schmidt & Shattuck, 2014
- Megaponera Mayr, 1862
- Mesoponera Emery, 1900
- Messelepone Dlussky & Wedmann, 2012 †
- Myopias Roger, 1861
- Neoponera Emery, 1901
- Odontomachus Latreille, 1804
- Odontoponera Mayr, 1862
- Ophthalmopone Forel, 1890
- Pachycondyla W.M. Wheeler, 1920
- Paltothyreus Mayr, 1862
- Parvaponera Schmidt & Shattuck, 2014
- Phrynoponera W.M. Wheeler, 1920
- Platythyrea Roger, 1863
- Plectroctena F. Smith, 1858
- Ponera Latreille, 1804
- Ponerites Dlussky & Rasnitsyn, 2003 †
- Promyopias Santschi, 1914
- Protopone Dlussky, 1988 †
- Psalidomyrmex André, 1890
- Pseudoneoponera Donisthorpe, 1943
- Pseudoponera Emery, 1900
- Rasopone Schmidt & Shattuck, 2014
- Simopelta Mann, 1922
- Streblognathus Mayr, 1862
- Taphopone Dlussky & Perfilieva, 2014 †
- Thaumatomyrmex Mayr, 1887

Sottofamiglia Proceratiinae
- Bradoponera Mayr, 1868 †
- Discothyrea Roger, 1863
- Probolomyrmex Mayr, 1901
- Proceratium Roger, 1863

Sottofamiglia Pseudomyrmecinae
- Myrcidris Ward, 1990
- Pseudomyrmex Lund, 1831
- Tetraponera F. Smith, 1852

† Sottofamiglia Sphecomyrminae
- Armania Dlussky, 1983 †
- Boltonimecia Borysenko, 2017 †
- Ceratomyrmex Perrichot et al., 2016 †
- Cretomyrma Dlussky, 1975 †
- Gerontoformica Nel & Perrault, 2004 †
- Haidomyrmex Dlussky, 1996 †
- Haidomyrmodes Perrichot et al., 2008 †
- Haidoterminus McKellar et al., 2013 †
- Linguamyrmex Barden & Grimaldi, 2017 †
- Orapia Dlussky et al., 2004 †
- Pseudarmania Dlussky, 1983 †
- Sphecomyrma Wilson & Brown, 1967 †
- Zigrasimecia Barden & Grimaldi, 2013 †

Incertae sedis
- Myanmyrma Engel & Grimaldi, 2005 †
- Tschinkel

### Alcune specie
Le specie di formiche più note diffuse nelle aree a clima temperato e le specie più rilevanti sono riportate nella seguente lista:
- la formica fosca (Formica fusca), comune nei prati, le cui pupe vengono rapite dalla formica amazzone (Polyergus rufescens) che è una specie schiavista obbligata
- la formica rossa dei boschi (Formica rufa), con livrea rosso ruggine, addome, zampe e antenne di colorazione bruna. Questa specie è priva di pungiglione, ma è capace di lanciare, anche a 30 cm di distanza, potenti getti di acido formico prodotto da un apparato addominale. Diffusa nei boschi di conifere, soprattutto di abeti e larici, dell'Europa, costruisce nidi giganteschi, alti sino a 2 m, che vengono trapiantati anche in altri boschi per la lotta contro gli insetti dannosi
- la formica mietitrice (Messor barbarus), che accumula semi e frutta in camere asciutte e, più tardi, mediante la saliva, riduce queste provviste in una sorta di pappa che serve di nutrimento alle larve.
- le formiche erculee e le formiche rovinaboschi (genere Camponotus), che scavano gallerie e celle nelle conifere, nelle querce e nei lecci
- la formica del miele (Myrmecocystus mexicanus), del Messico e degli Stati Uniti meridionali, le cui operaie raccolgono il liquido zuccherino dalle galle di alcune querce e, tornate al nido, lo rigurgitano a operaie che hanno l'unico compito di funzionare come serbatoi alimentari
- le formiche tagliafoglie (generi Atta e Acromyrmex), che vivono nell'America tropicale e sono così chiamate perché le operaie predatrici tagliano le foglie, triturano i frammenti, li riducono in masserelle che attaccano l'una all'altra, li incorporano in una massa di sostanza vegetale sulla quale fanno crescere un fungo, di cui poi si nutrono: le colonie molto numerose sono particolarmente dannose
- le formiche scacciatrici (sottogenere Anomma, genere Dorylus), cosiddette perché quando invadono un territorio, ogni animale è costretto ad abbandonare la propria abitazione
- le formiche guerriere, o formiche soldato, o formiche legionarie (genere Eciton);
- la formica amazzone (Polyergus rufescens)

## Lotta alle formiche
Non poche formiche sono dannose all'uomo, perché favoriscono la diffusione di insetti dannosi come gli afidi; altre, come le specie di Messor, dette "formiche mietitrici", rubano dai campi grandi quantità di grano e altri cereali; altre ancora danneggiano le gemme e le foglioline delle piante. La lotta contro le formiche è difficile perché per eliminarle veramente occorre sopprimere le regine, cosa assai difficoltosa perché raramente queste escono all'aperto.

## Altro sulle formiche

### Formiche nella letteratura
Le formiche sono protagoniste di molte opere letterarie tra cui:
- la favola La cicala e la formica di Esopo scritta tra il 620 a.C. e il 540 a.C. circa;
- le favole di Jean de La Fontaine in particolare ne La cicala e la formica, riadattata tra il 1669 e il 1693 dall'omonima opera di Esopo;
- il romanzo Ciondolino di Luigi Bertelli, meglio noto con lo pseudonimo di Vamba, scritto nel 1895;
- il racconto L'impero delle formiche di H. G. Wells del 1905;
- il racconto La formica argentina di Italo Calvino del 1952;
- il romanzo Anni senza fine di Clifford D. Simak del 1952;
- il romanzo Fase IV, di Barry N. Malzberg del 1973, trasposizione letteraria del film Fase IV: distruzione Terra di Saul Bass;
- il romanzo Formiche di Bernard Werber del 1991;
- il romanzo Formicaio del biologo Edward Osborne Wilson del 2010;
- La trilogia fantasy Solenopsis, Kristallia e Neoterisma di Ilaria Baldanzi, ed. La Caravella Editrice 2022, 2023, 2024

### Formiche nel cinema
- Assalto alla Terra (Them!) (1954)
- Fase IV: distruzione Terra (Phase IV) (1974)
- L'impero delle termiti giganti (Empire of the Ants) (1977)
- Terrore a Lakewood (It Happened at Lakewood Manor) (1977) Film TV
- Z la formica (1998)
- A Bug's Life - Megaminimondo (1998)
- Marabunta - Minaccia alla Terra (Legion of Fire: Killer Ants!) (1998) Film TV
- Glass Trap - Formiche assassine (Glass Trap) (2005)
- Ant Bully - Una vita da formica (2006)
- Indiana Jones e il regno del teschio di cristallo (2008)
- Ant-Man (2015)
- Il signore delle formiche (2022)

### Formiche nei cartoni animati
Nel cartone animato dei Dinoriders una delle fazioni dei Rulons è ispirata alle formiche.

### Formiche nei telefilm
Un episodio di Wonder Woman vede la protagonista confrontarsi con una villain in grado di controllare le formiche e di usarle come arma.

### Formiche in cucina
In alcuni paesi del sud est asiatico le formiche e le loro larve (in particolare quelle della specie Oecophylla smaragdina) sono considerate un cibo prelibato. Le larve vengono raccolte scuotendo i nidi dentro un cesto di vimini e in seguito separando le larve dalle operaie. Le larve vengono mangiate crude oppure utilizzate per cucinare delle frittate, mentre le operaie, a causa del sapore aspro dovuto all'acido formico, vengono utilizzate al posto del limone nelle insalate.
In Colombia, le regine di Atta laevigata vengono catturate durante le abbondanti sciamature che avvengono da marzo a giugno; alle regine vengono strappate le ali, poi vengono bollite in acqua salata e successivamente arrostite.

### Formiche nella musica
La canzone vincitrice del 18º Zecchino d'Oro del 1976, La Teresina, racconta la storia di una formica.

### Formiche nell’arte
Le formiche sono il principale soggetto nei disegni di Fabio Vettori.

### Formiche nella mitologia
Secondo la mitologia greca, alle formiche è legato il nome del popolo dei Mirmidoni.